# Список відомих кіноакторів, пов'язаних з Україною
До списку включено українських акторів, що мають достатньо помітні чи відомі повнометражні чи телевізійні кіноролі (або ж ролі у достатньо відомих фільмах) та зарубіжних кіноакторів та кінодіячів, що мають безпосереднє відношення до України чи українського кінематографу. За ступенем причетності до останніх кіноактори об'єднані у 9 груп осіб. До списку можуть бути додані виключно кіноактори, що згадуються в енциклопедичних виданнях чи довідниках, або мають статті в популярних кінематографічних інтернет-базах.

## Українські кіноактори, що народилися та померли в Україні

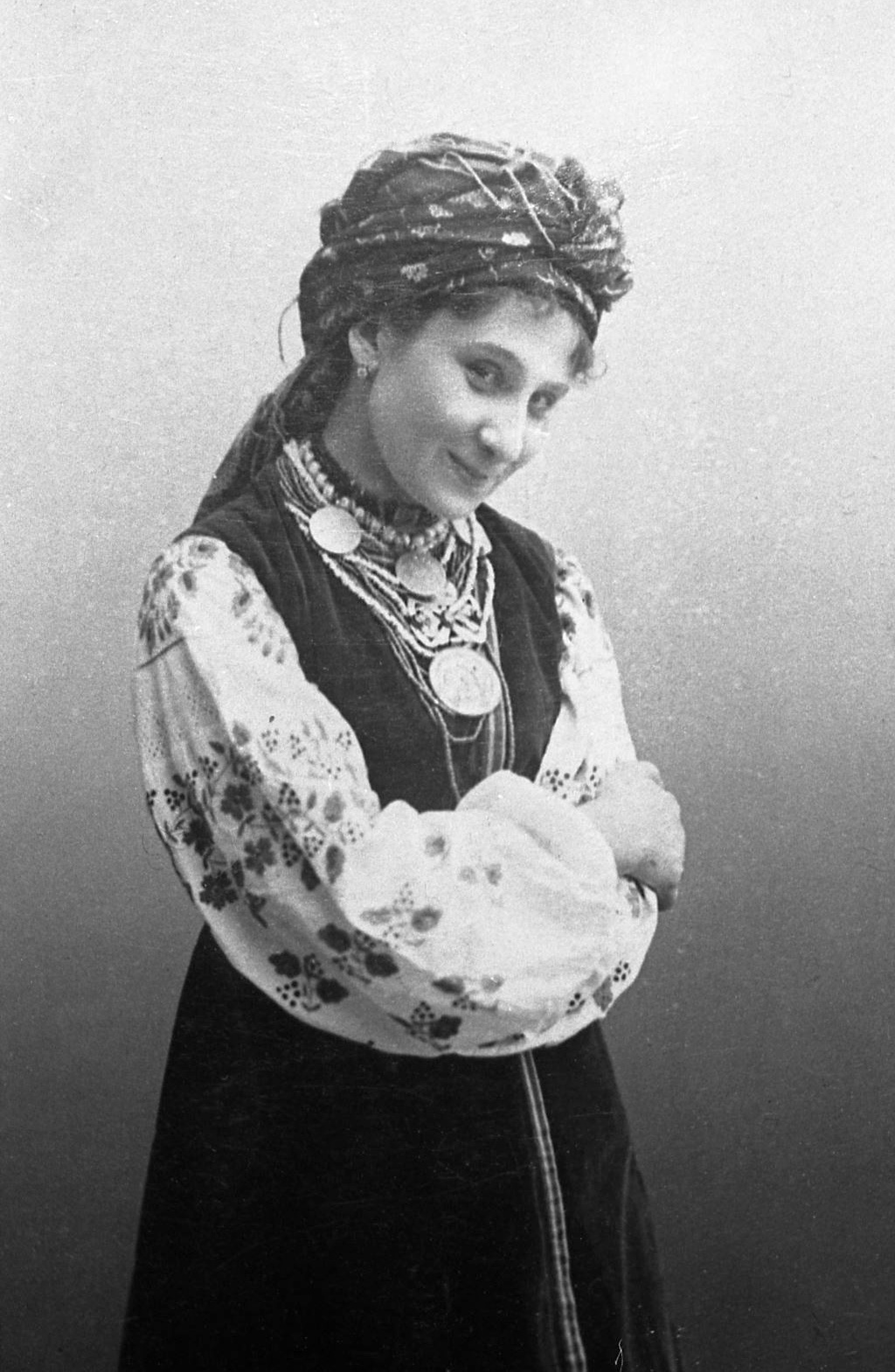
Марія Заньковецька

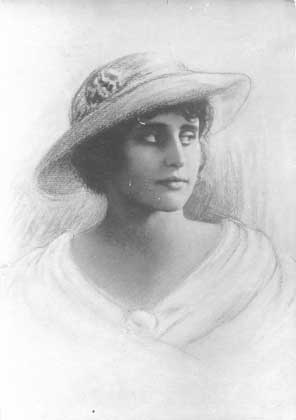
Віра Холодна

| - Олександр Ануров - Аркадій Аркадьєв - Володимир Аркушенко - Костянтин Артеменко - Анатолій Барчук - Леонід Биков - Анатолій Барчук - Олександр Бондаренко - Борислав Брондуков - Михайло Висоцький - Олександр Гай - Наталія Гебдовська - Володимир Голубович - Микола Гринько - Валентин Грудинін - Тарас Денисенко - Георгій Дрозд - Анатолій Дяченко - Іван Замичковський - Сергій Іванов - Ольга Ільїна - Микола Йосипенко - Дмитро Капка - Сергій Карпенко - Арнольд Кордюм - Костянтин Костишин - Юрій Критенко - Мар'ян Крушельницький - Валерій Легін - Віталій Лінецький - Павло Лі - Олександр Луценко - Леонід Манько - Іван Мар'яненко - Іван Миколайчук - Дмитро Миргородський - Петро Міхневич - Олександр Мовчан - Микола Надемський - Валерій Наконечний - Дмитро Наливайчук - Федір Панасенко - Сергій Підгірний - Сергій Романюк - Віталій Розстальний - Олександр Сердюк - Василь Симчич - Андрій Сова - Кость Степанков - Богдан Ступка - Онисим Суслов - Леонід Тарабаринов - Григорій Тесля - Юрій Тимошенко - Валентин Троцюк - Аркадій Трощановський - Олексій Хільський - Валентин Шестопалов - Валерій Шитовалов - Степан Шкурат - Микола Шутько - Гнат Юра - Анатолій Юрченко - Микола Яковченко - Георгій Якутович | - Людмила Алфімова - Ганна Бабіївна - Ганна Бурдученко - Неоніла Гнеповська - Марія Заньковецька - Нонна Копержинська - Наталія Кудря - Таїсія Литвиненко - Людмила Лобза - Наталія Мілютенко - Наталія Наум - Ганна Пекарська - Людмила Сосюра - Юлія Ткаченко - Наталія Ужвій - Віра Холодна - Олена Чекан - Оксана Швець - Олена Яременко |

## Українські кіноактори, народжені в Україні

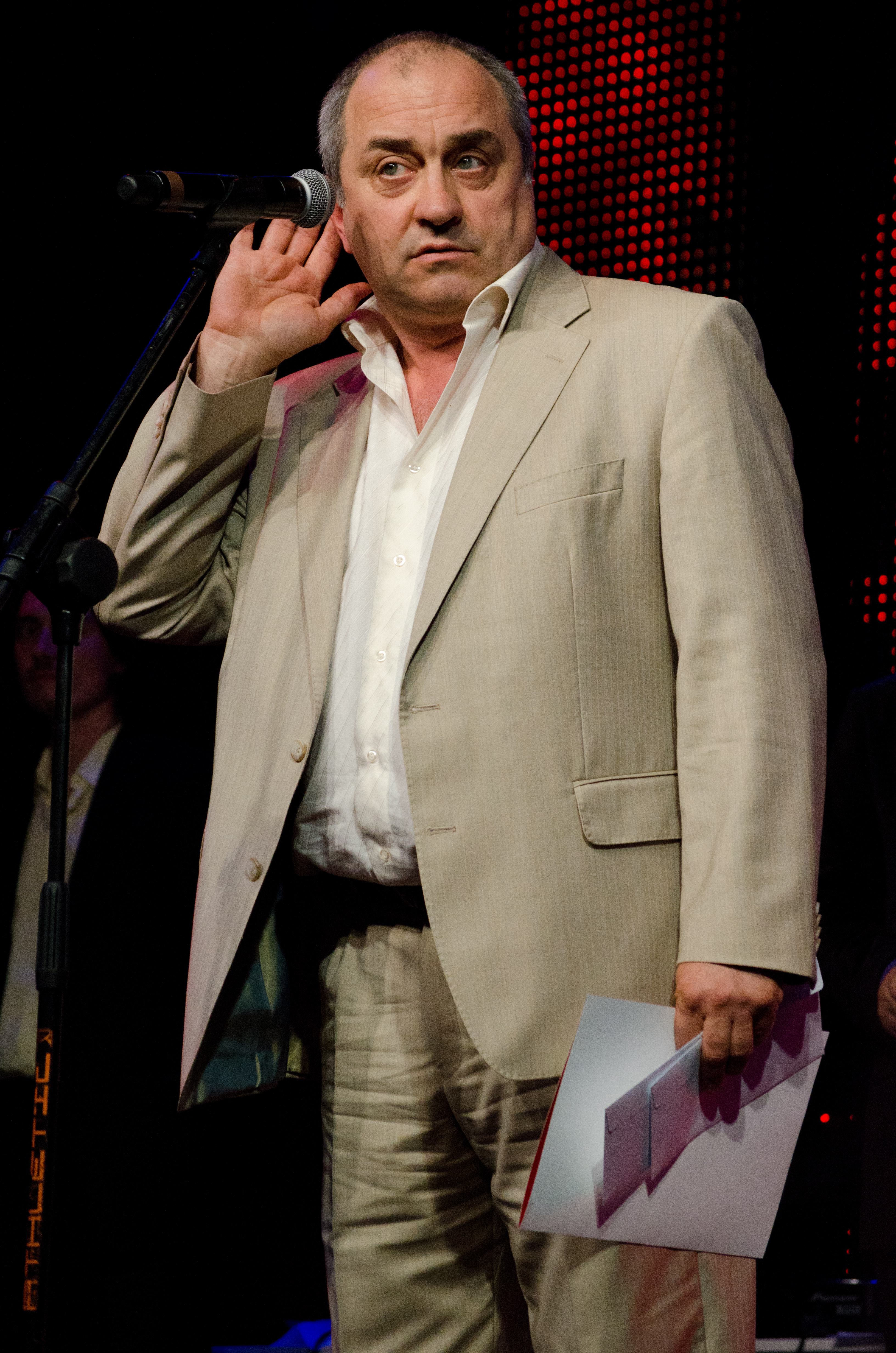
Віктор Андрієнко

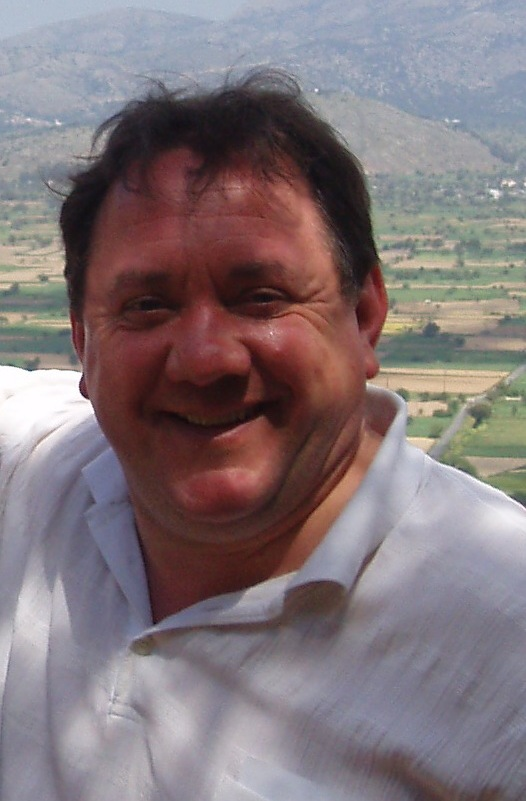
Богдан Бенюк

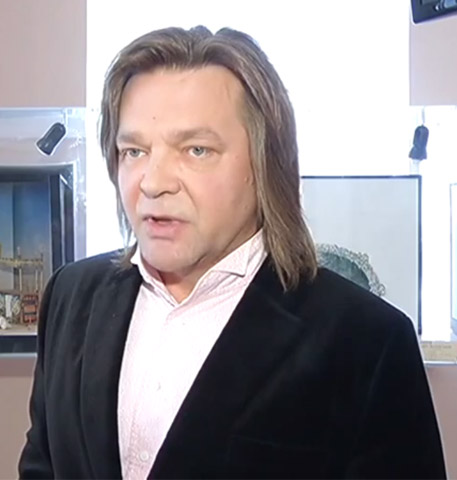
Олексій Богданович

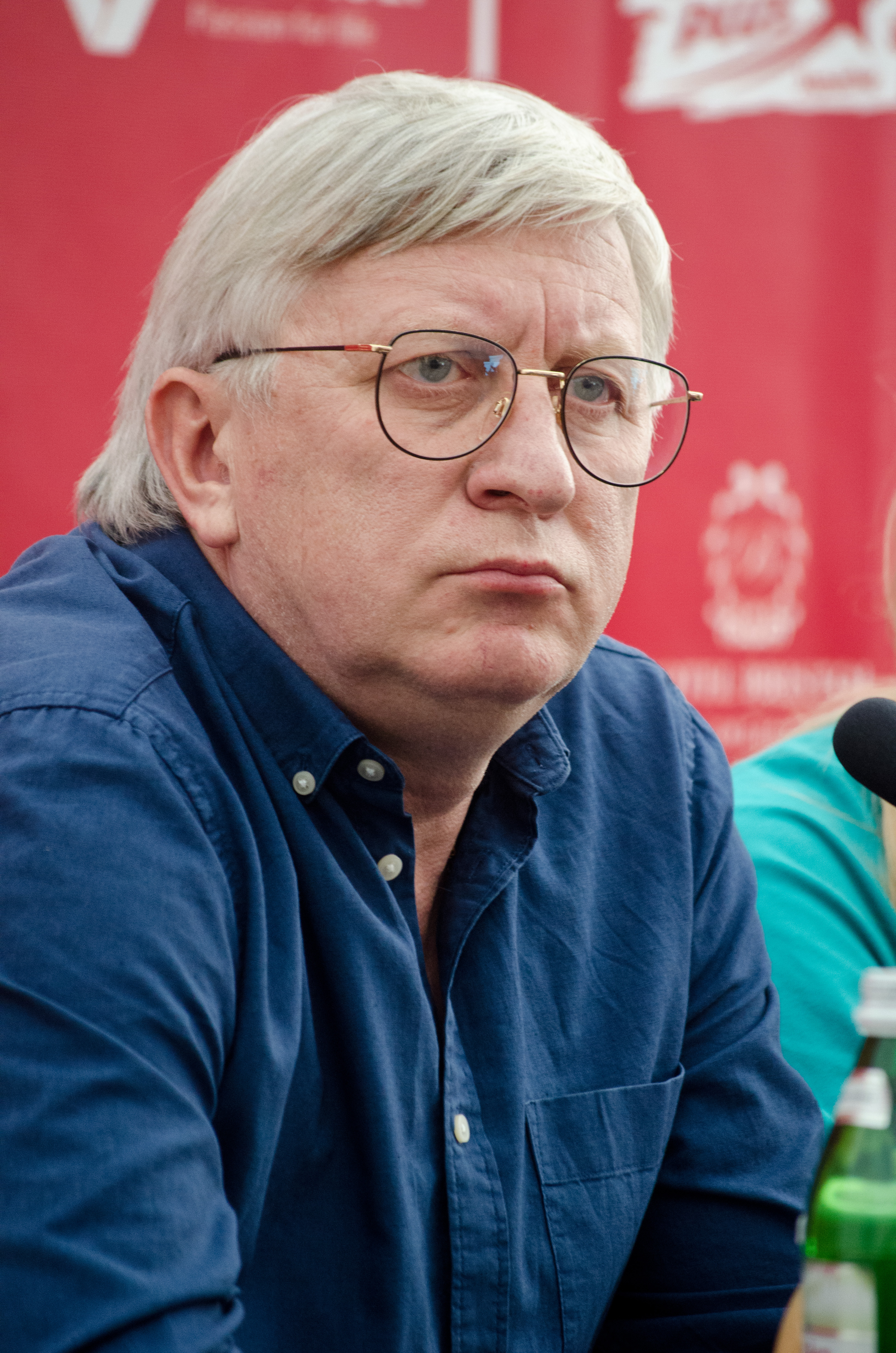
Володимир Горянський

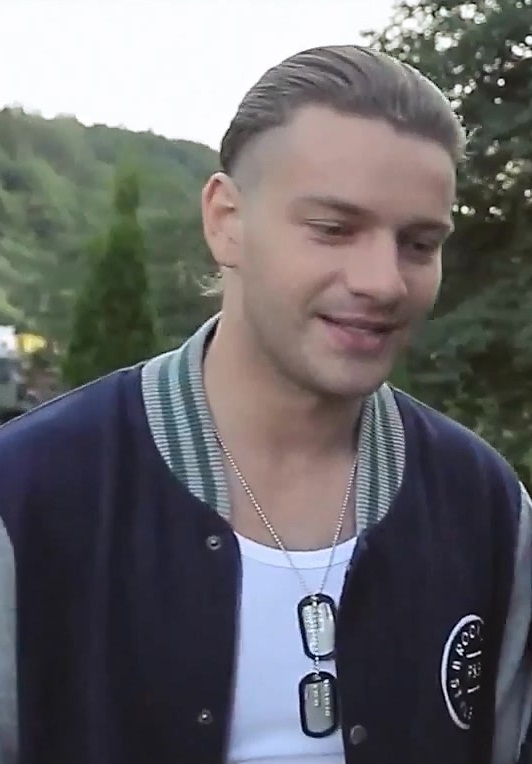
Богдан Юсипчук

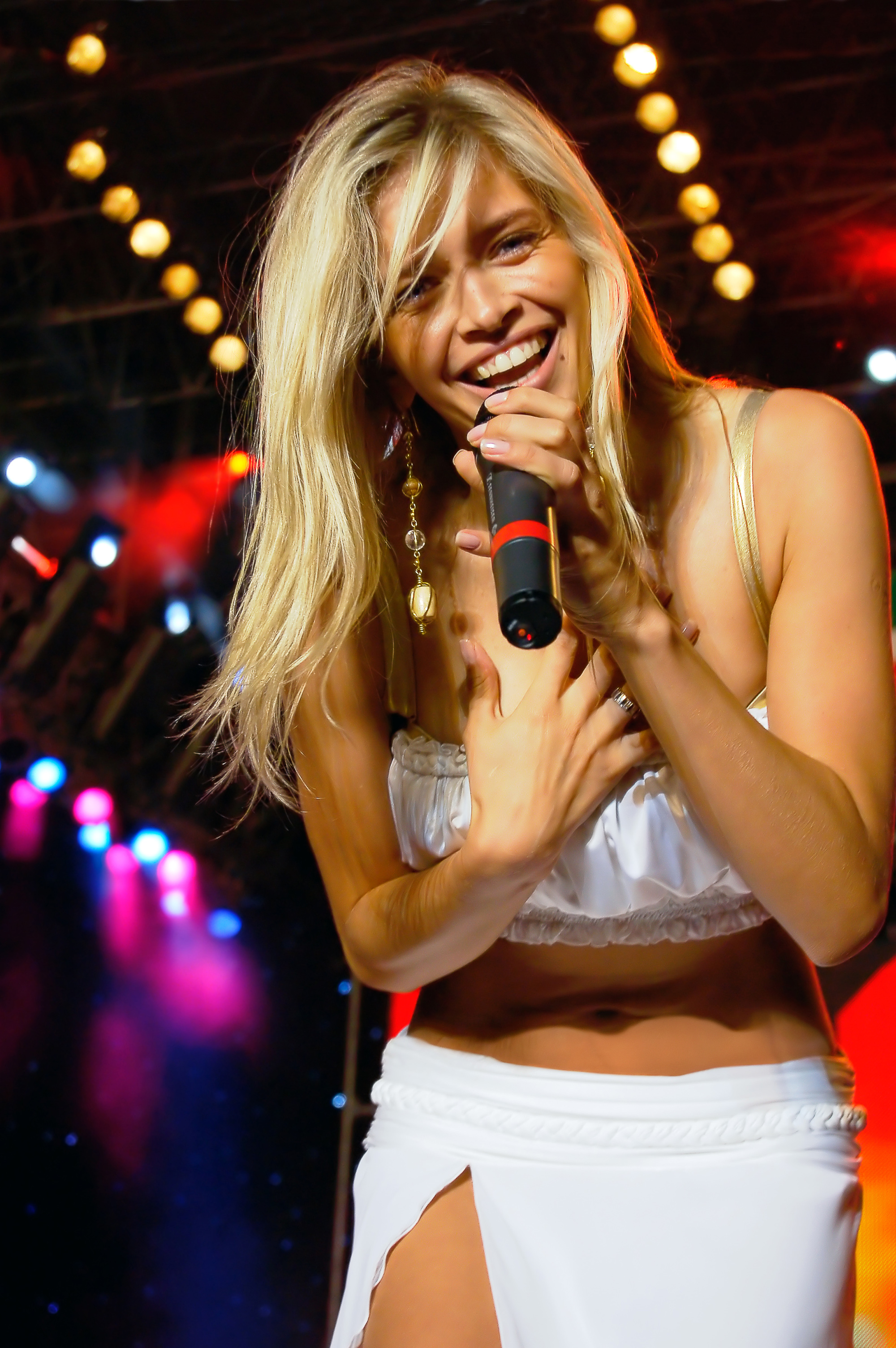
Віра Брежнєва

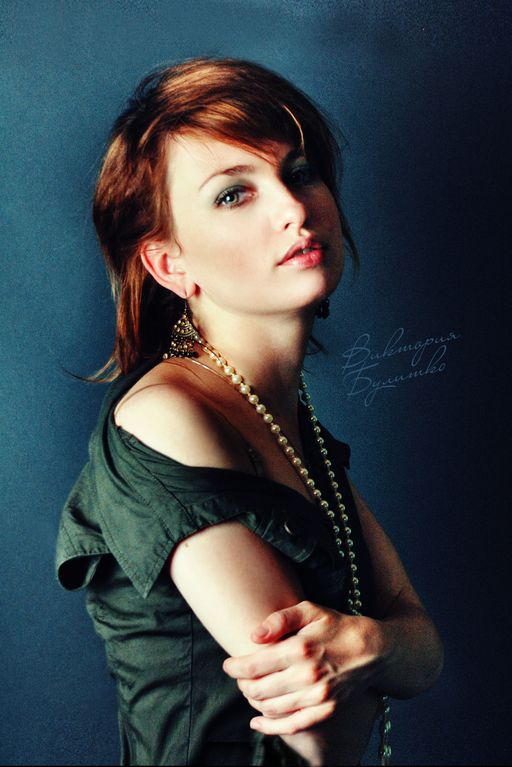
Вікторія Булітко

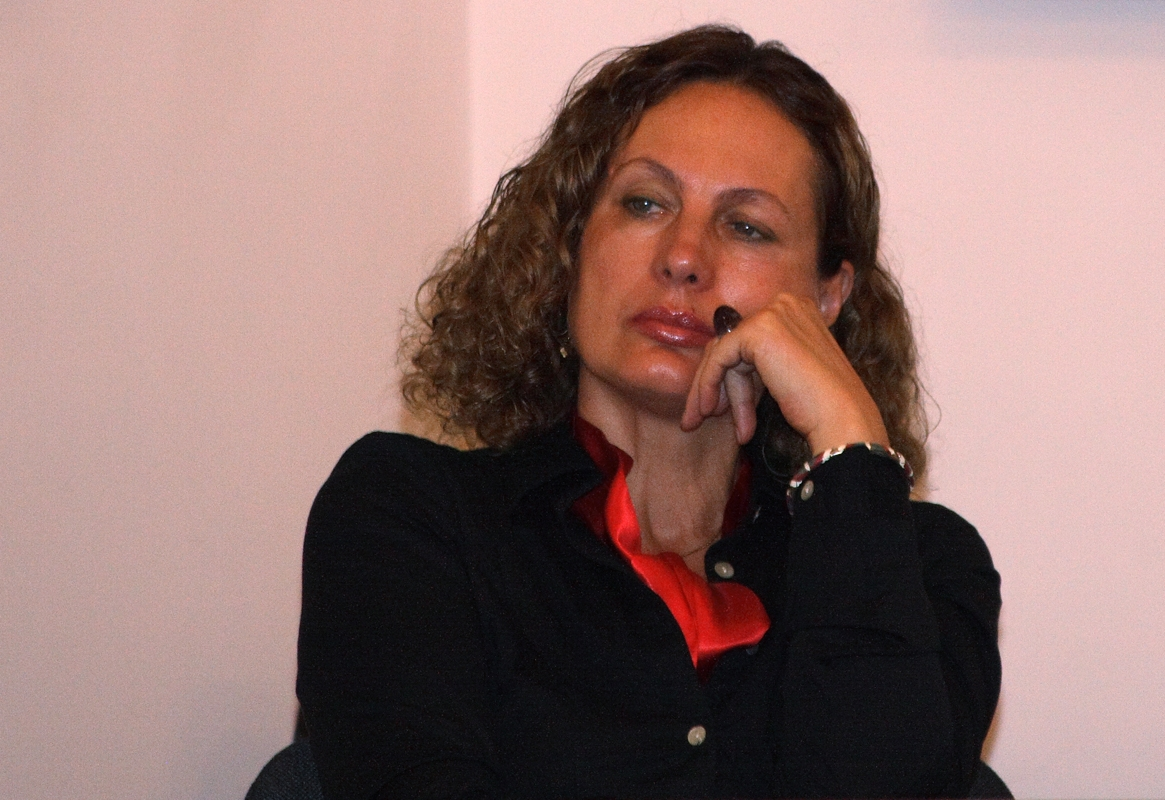
Людмила Єфименко

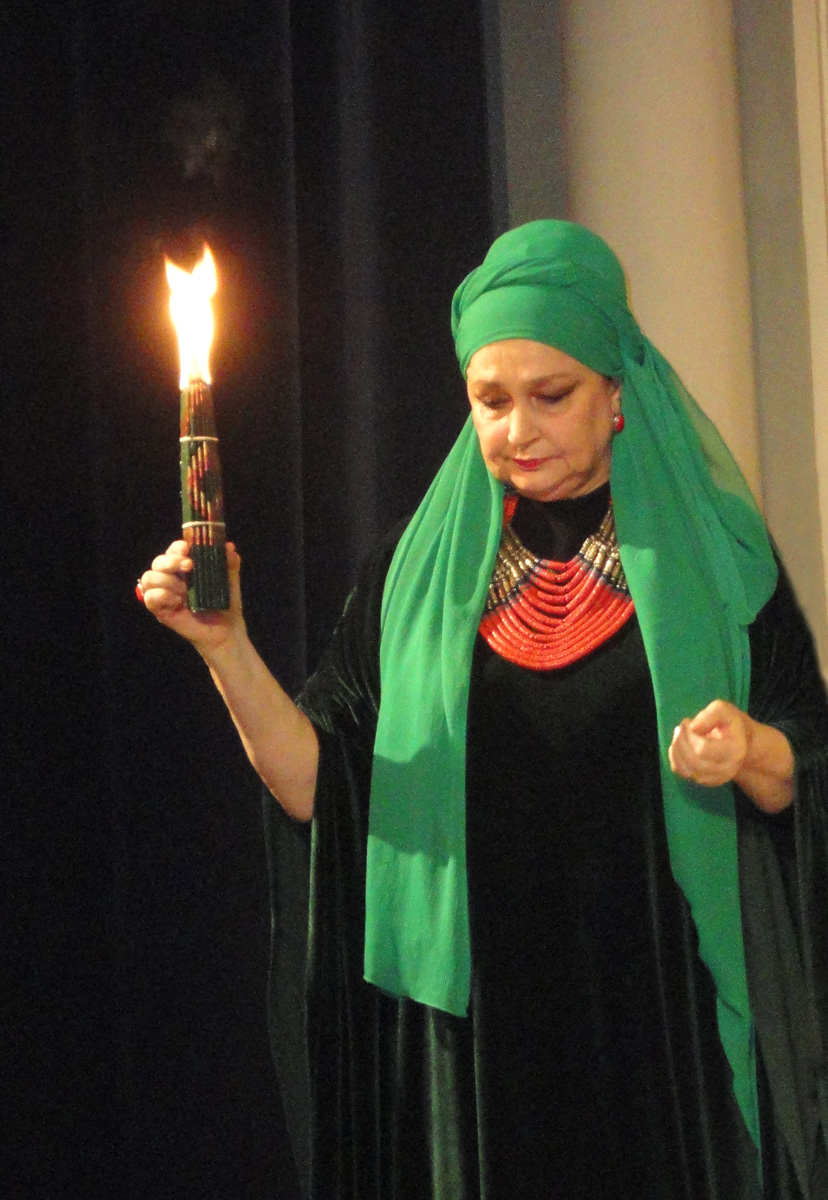
Лариса Недашківська

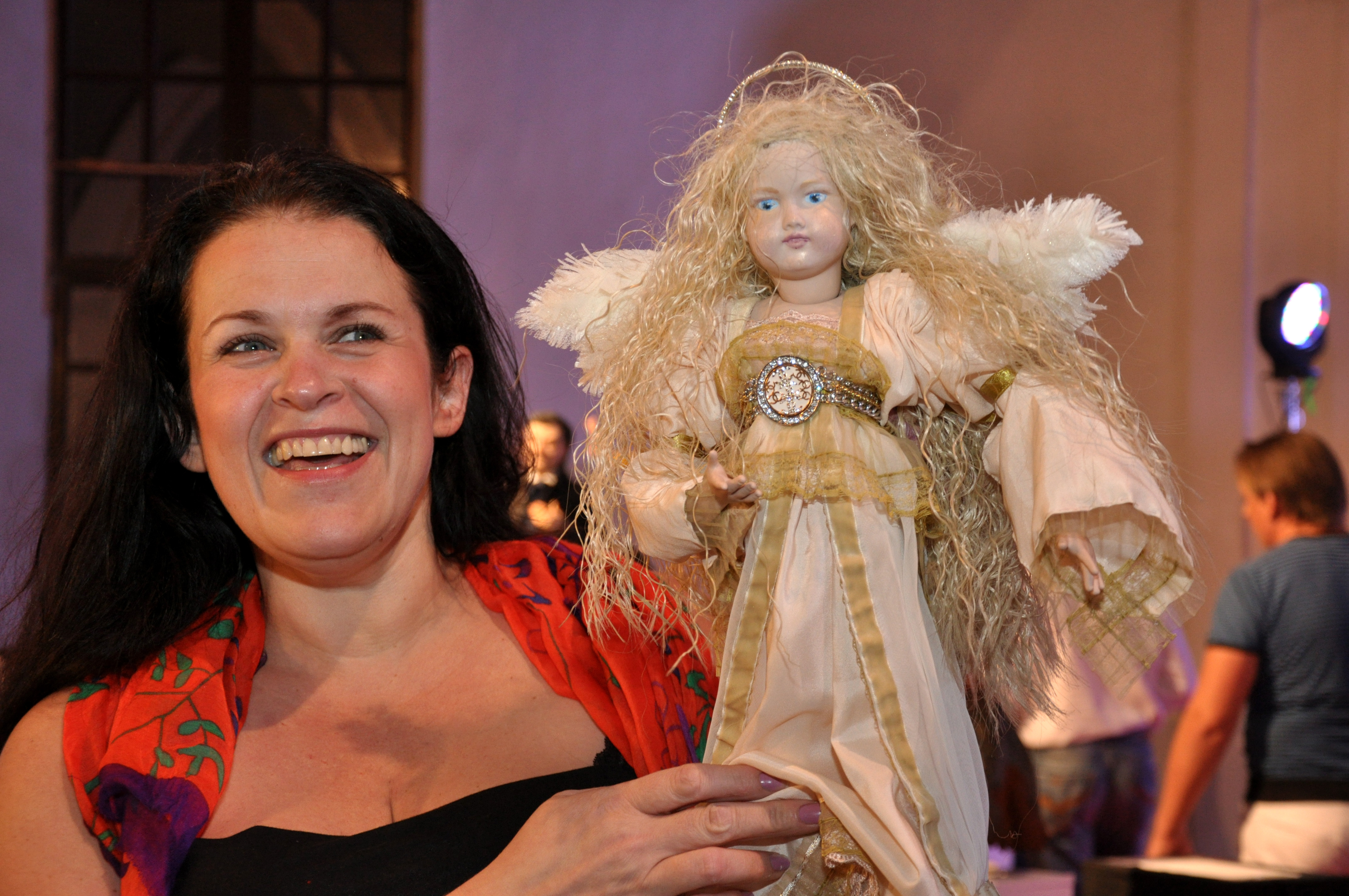
Руслана Писанка

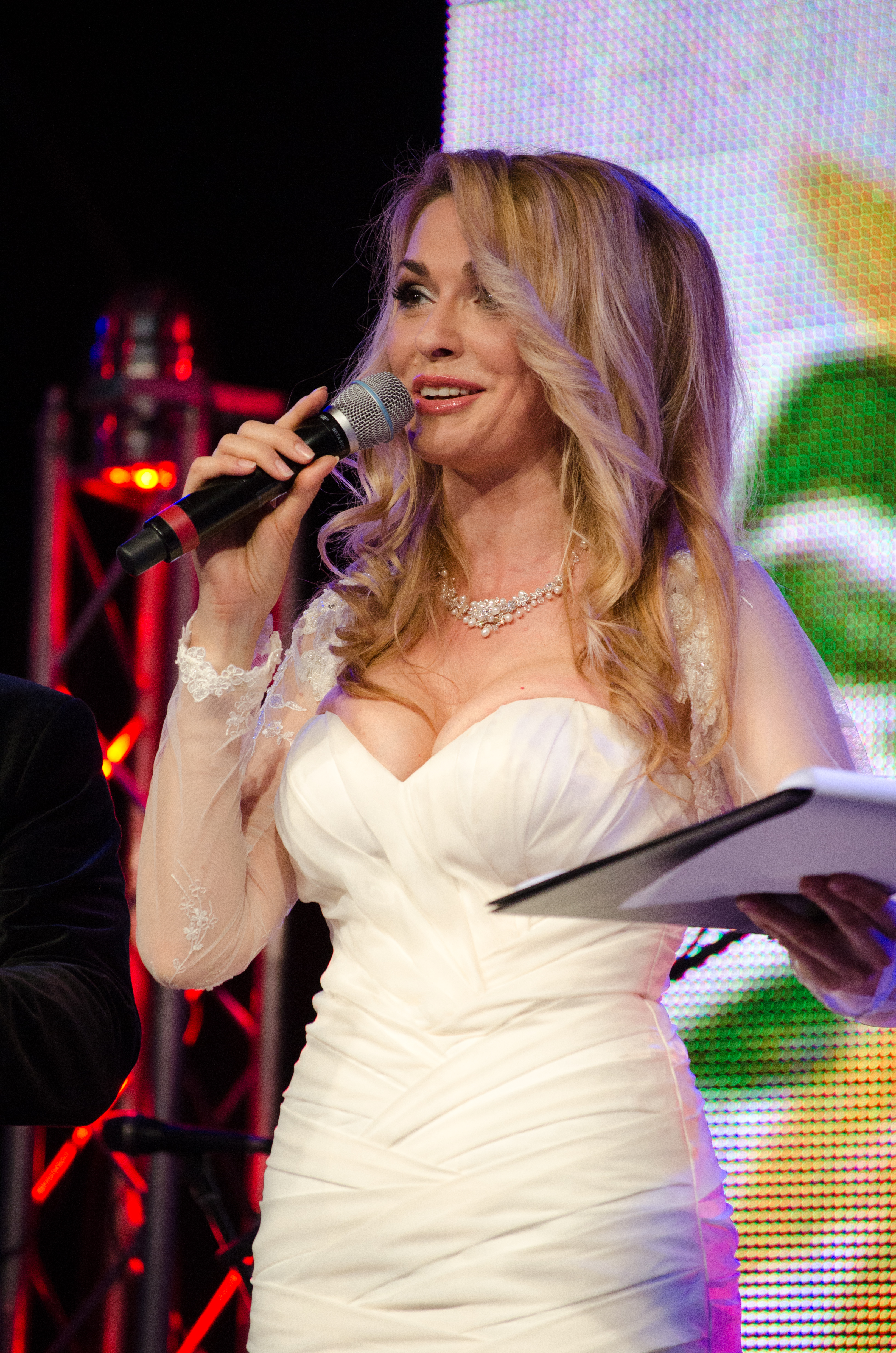
Ольга Сумська

| - Володимир Абазопуло - Олексій Агоп'ян - Сергій Андрушко - Валерій Астахов - Віктор Андрієнко - Григорій Бакланов - Василь Баша - Богдан Бенюк - Микола Береза - Іван Биков - Олександр Биструшкін - Андрій Бідняков - Андрій Білоус - Олексій Богданович - Микола Боклан - Станіслав Боклан - Станіслав Бондаренко - Любомир Валівоць - Олексій Вертинський - Василь Вітер - Костянтин Войтенко - Ігор Гаврилів - Ярослав Гаврилюк - Олександр Гетьманський - Вадим Головко - Михайло Голубович - Андрій Гончар - Юрій Горбунов - Олексій Горбунов - Володимир Горянський - Денис Гранчак - Микола Гудзь - Федір Гуринець - Костянтин Данилюк - Віктор Демерташ - Тарас Денисенко - Сергій Детюк - Андрій Джеджула - Сергій Джигурда - В'ячеслав Довженко - Віталій Дорошенко - Олег Драч - Марк Дробот - Віктор Жданов - Олександр Жеребко - Тарас Жирко - Олександр Загородний - Назар Задніпровський - Володимир Зеленський - Олексій Зорін - Олексій Зубков - Пилип Іллєнко - Олександр Ігнатуша - Олег Ісаєв - Андрій Ісаєнко - Сергій Калантай - Данило Каменський - Олексій Кирющенко - Олександр Кобзар - Аліна Коваленко - Оксана Ковальова - Олексій Колесник - Олег Комаров - Костянтин Костишин - Євген Кошовий - Михайло Кукуюк - Сергій Кучеренко - Дмитро Лаленков - Яніслав Левінзон - Валерій Легін - Сергій Лістунов - Дмитро Лінартович - Костянтин Лінартович - Роман Луцький - Юрій Мажуга - Артем Мануйлов - Олег Масленников - Олег Михайлюта - Даниїл Мірешкін - Георгій Морозюк - Олексій Нагрудний - Олександр Нікітін - Євген Нищук - Антон Мухарський - Олексій Нагрудний - Володимир Нечепоренко - Владислав Никитюк - Євген Нищук - Юрій Одинокий - Анатолій Пазенко - Валерій Панарін - Петро Панчук - Євген Паперний - Євген Пашин - Вілорій Пащенко - Олександр Піскунов - Артем Позняк - Сергій Пономаренко - Тарас Постніков - Андрій Праченко - Олег Примогенов - Світлана Прус - Михайло Пшеничний - Андрій Романій - Рубашкін Ігор Олександрович - Олександр Рудько - Юрій Рудченко - Юрій Розстальний - Борис Савченко - Андрій Самінін - Олесь Санін - Роман Семисал - Ксенія Мішина - Сергій Сибель - Вадим Скуратівський - Дмитро Сова - Сергій Солодов - Віктор Степаненко - Назар Стригун - Дмитро Ступка - Остап Ступка - Володимир Талашко - Макар Тихомиров - Дмитро Усов - Ярослав Федорчук - Сергій Фролов - Дмитро Халаджі - Валерій Харчишин - Григорій Хостікоєв - Борис Харитонов - Юрій Хвостенко - Григорій Хостікоєв - Віктор Цекало - Олег Цьона - Володимир Шакало - Іван Шаран - Костянтин Шафоренко - Дмитро Шевченко - Валерій Шептекіта - Станіслав Щокін - Богдан Юсипчук - Володимир Ямненко - Леонід Яновський - Роман Ясіновський | - Оксана Архангельська - Дар'я Баріхашвілі - Галина Безрук - Лідія Бєлозьорова - Неоніла Білецька - Віра Брежнєва - Наталія Бузько - Вікторія Булітко - Вікторія Варлей - Катерина Варченко - Поліна Василина - Наталія Васько - Ірма Вітовська - Олеся Гайова - Ірина Гришак - Ольга Гришина - Анна Гуляєва - Галина Демчук - Наталка Денисенко - Сусана Джамаладинова - Катерина Дичка - Галина Долгозвяга - Наталя Доля - Ірина Дорошенко - Олена Драниш - Клавдія Дрозд - Марина Д'яконенко - Олександра Епштейн - Людмила Єфименко - Ольга Жуковцова - Олеся Жураківська - Людмила Загорська - Володимир Задніпровський - Сергій Зоренко - Римма Зюбіна - Анастасія Зюркалова - Іванна Іллєнко - Інна Капиніс - Анастасія Карпенко - Ніна Касторф - Катерина Кістень - Аліна Костюкова - Марина Кошкіна - Анна Кошмал - Єва Кошова - Олена Кравець - Роксолана Кравчук - Світлана Круть - Катерина Кузнецова - Ольга Кульчицька - Єлизавета Курганмагомедова - Олена Курта - Дар'я Легейда - Таїсія Литвиненко - Дарина Лобода - Артур Логай - Ольга Лук'яненко - Юлія Мавріна - Ірина Макарова - Антоніна Макарчук - Вікторія Малекторович - Алла Масленнікова - Ольга Матешко - Ірина Мельник - Ірина Мельник - Ксенія Мішина - Катерина Молчанова - Олена Мусієнко - Лілія Нагорна - Тетяна Назарова - Раїса Недашківська - Анастасія Нестеренко - Ксенія Ніколаєва - Поліна Носихіна - Лідія Оболенська - Ольга Олексій - Марина Петренко - Дар'я Петрожицька - Дарія Плахтій - Олександра Польгуй - Світлана Прус - Марія Пустова - Анастасія Пустовіт - Роксолана Пяташ - Ольга Радчук - Лілія Ребрик - Ольга Реус-Петренко - Леся Самаєва - Ганна Саліванчук - Іванна Сахно - Анна Сердюк - Анастасія Сердюк - Олександра Сизоненко - Яніна Соколова - Людмила Сосюра - Олег Стефанов - Ольга Сторожук - Галина Сулима - Наталія Сумська - Ольга Сумська - Ірина Токарчук - Вікторія Токманенко - Анна Тихомирова - Ганна Топчій - Дар'я Трегубова - Олена Узлюк - Ольга Фреймут - Василіса Фролова - Валерія Ходос - Олена Хохлаткіна - Галина Черняк - Марина Шако - Радмила Щоголева - Наталка Якимович - Лідія Яремчук - Тамара Яценко |

## Українські кіноактори, народжені поза межами України

Валерій Бессараб

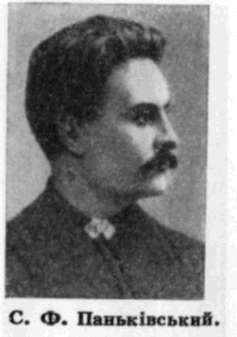
Северин Паньківський

Віктор Степанов

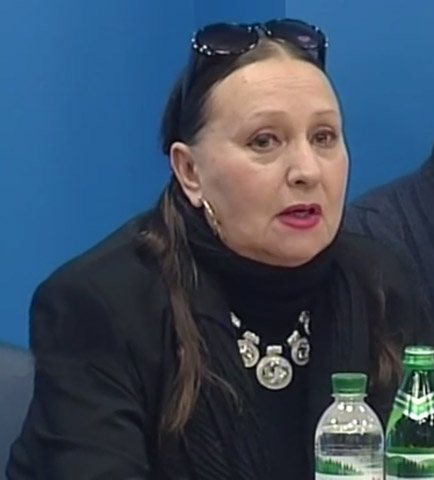
Лариса Кадочникова

Маргарита Криницина

| - Володимир Антонов - Валерій Бессараб - Генадій Болотов - В'ячеслав Воронін - Юрій Дубровин - Юрій Євсюков - Анатолій Кучеренко - Матвій Ляров - Ярослав Мука - Юрій Муравицький - Йосип Найдук - Костянтин Паньківський - Северин Паньківський - Євген Паперний - Лев Перфилов - Олександр Печериця - Микола Романов - Олег Савкін - Віктор Сарайкін - Ахтем Сеітаблаєв - Олег Скрипка - Віктор Степанов - Олександр Толстих - Олег Треповський - Михайло Фаталов - Андрій Федінчик - Віктор Халатов - Олена Хижна - Ігор Цішкевич - Леонід Чубаров - Олексій Яровенко | - Євгенія Опалова - Олена Бондарєва-Рєпіна - Ірина Буніна - Олеся Власова - Анастасія Гришай - Валерія Заклунна - Анастасія Іванова - Марія Капніст - Лариса Кадочникова - Тетяна Клюєва - Світлана Князева - Кобзар Віра - Маргарита Криницина - Антоніна Лефтій - Ганна Ніколаєва - Ольга Олексій - Аліція Омельчук - Дарія Орєхова - Софія Письман - Вікторія Полторак - Галина Стефанова - Олена Стефанська |

## Українські кіноактори, що прийняли громадянство іншої держави або (та) померли поза межами України

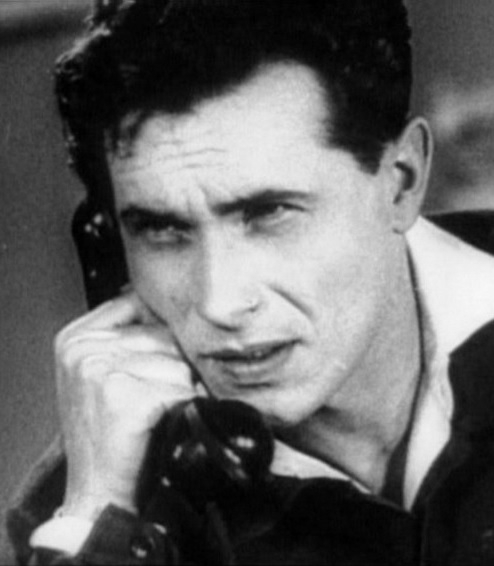
Марк Бернес

Ролан Биков

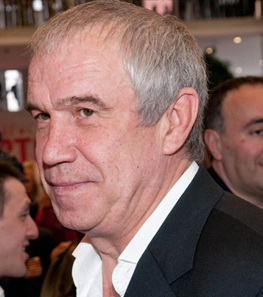
Сергій Гармаш

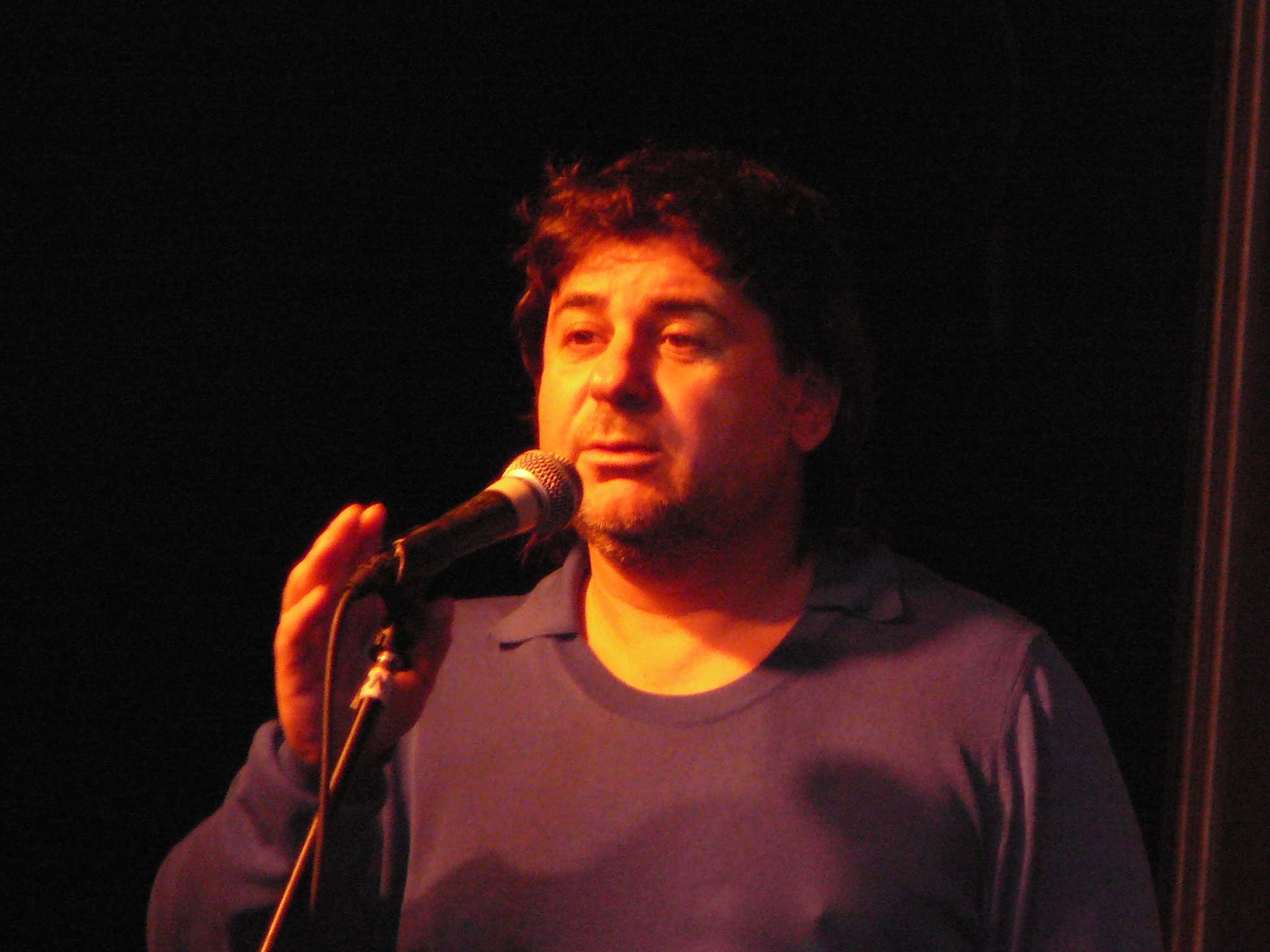
Олександр Цекало

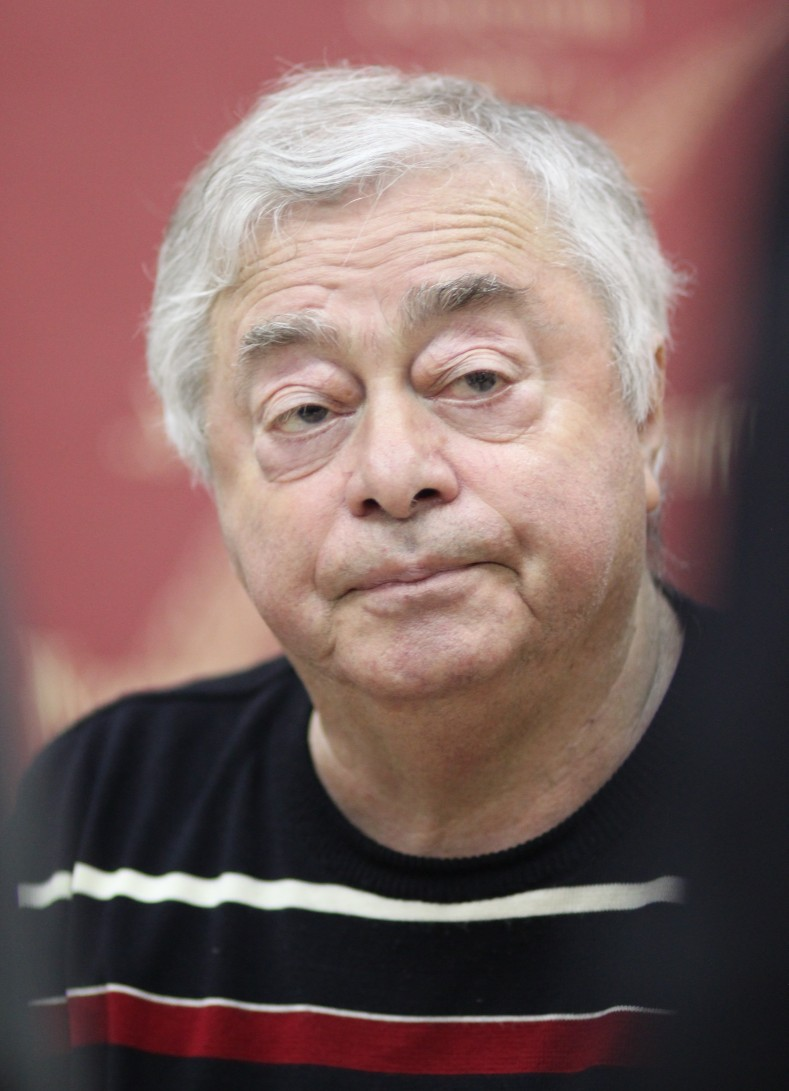
Роман Карцев

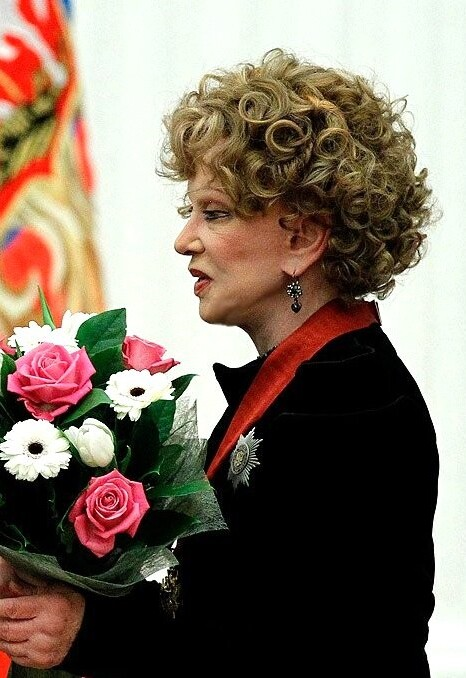
Людмила Гурченко

Клара Лучко

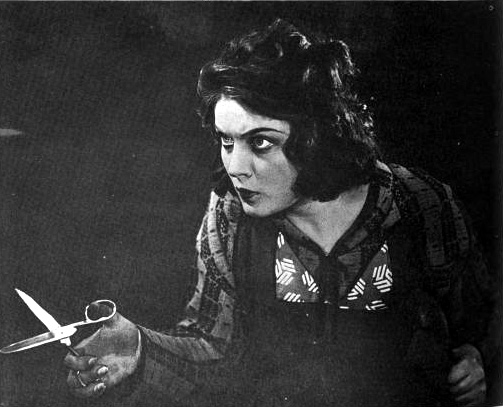
Анна Стен

| - Яков Адлер - Павло Андрійченко - Сергій Бадюк - Юрій Батурин - Марк Бернес - Ролан Биков - Ярослав Бойко - Сергій Бондарчук - Олександр Вертинський - Павло Винник - Сергій Гармаш - Григорій Гладій - Олександр Голобородько - Васлав Дворжецький - Максим Дрозд - Віталій Єгоров - Федір Ємельяненко - Данило Ільченко - Леонід Каневський - Роман Карцев - Ігор Кваша - Євген-Ярослав Курило - Василь Лановий - Дмитро Мілютенко - Марина Могилевська - Юрій Мороз - Богдан Паздрій - Федір Панасенко - Анатолій Пашинін - Олексій Петренко - Олександр Ревва - Віктор Стацин - Ігор Старков - Юрій Стоянов - Віктор Турянський - Олександр Хвиля - Борис Хімічев - Олександр Цекало - Леонід Ярмольник | - Олена Беркова - Еліна Бистрицька - Евеліна Бльоданс - Лідія Вележева - Нонна Гришаєва - Людмила Гурченко - Ольга Красько - Галина Логінова - Ольга Ломоносова - Клара Лучко - Марія Малиш-Федорець - Жанна Прохоренко - Валентина Рубцова - Ніна Русланова - Валентина Серова - Анна Стен - Наталія Фатєєва - Емма Цесарська - Лариса Шепітько - Клавдія Шульженко - Олена Яковлєва |

## Українські кіноактори, що народилися та померли поза межами України
| - Володимир Бортко (старший) - Микола Волков-старший - Юрій Гуляєв - Дмитро Ердман |

## Актори зарубіжного кінематографу, народжені в Україні

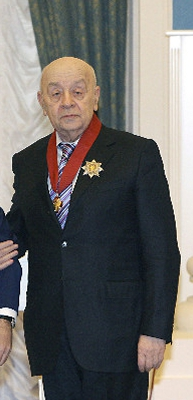
Леонід Броньовий

Михайло Глузський

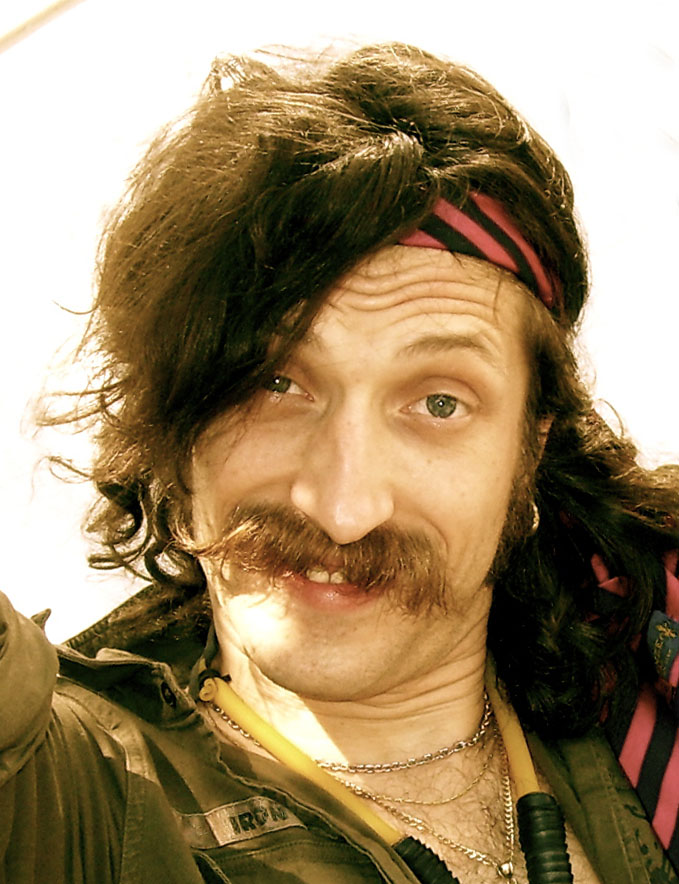
Євген Гудзь

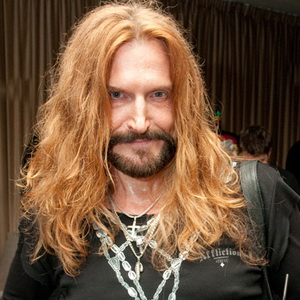
Микита Джигурда

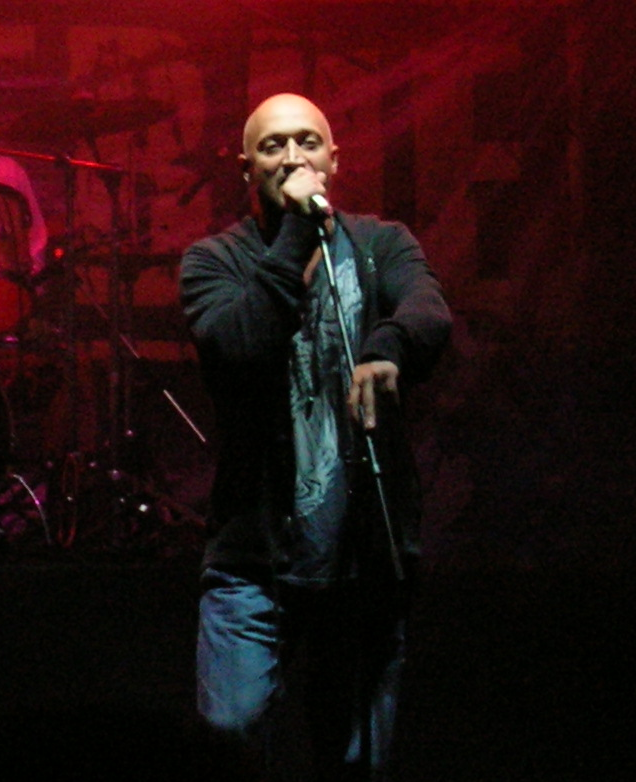
Гоша Куценко

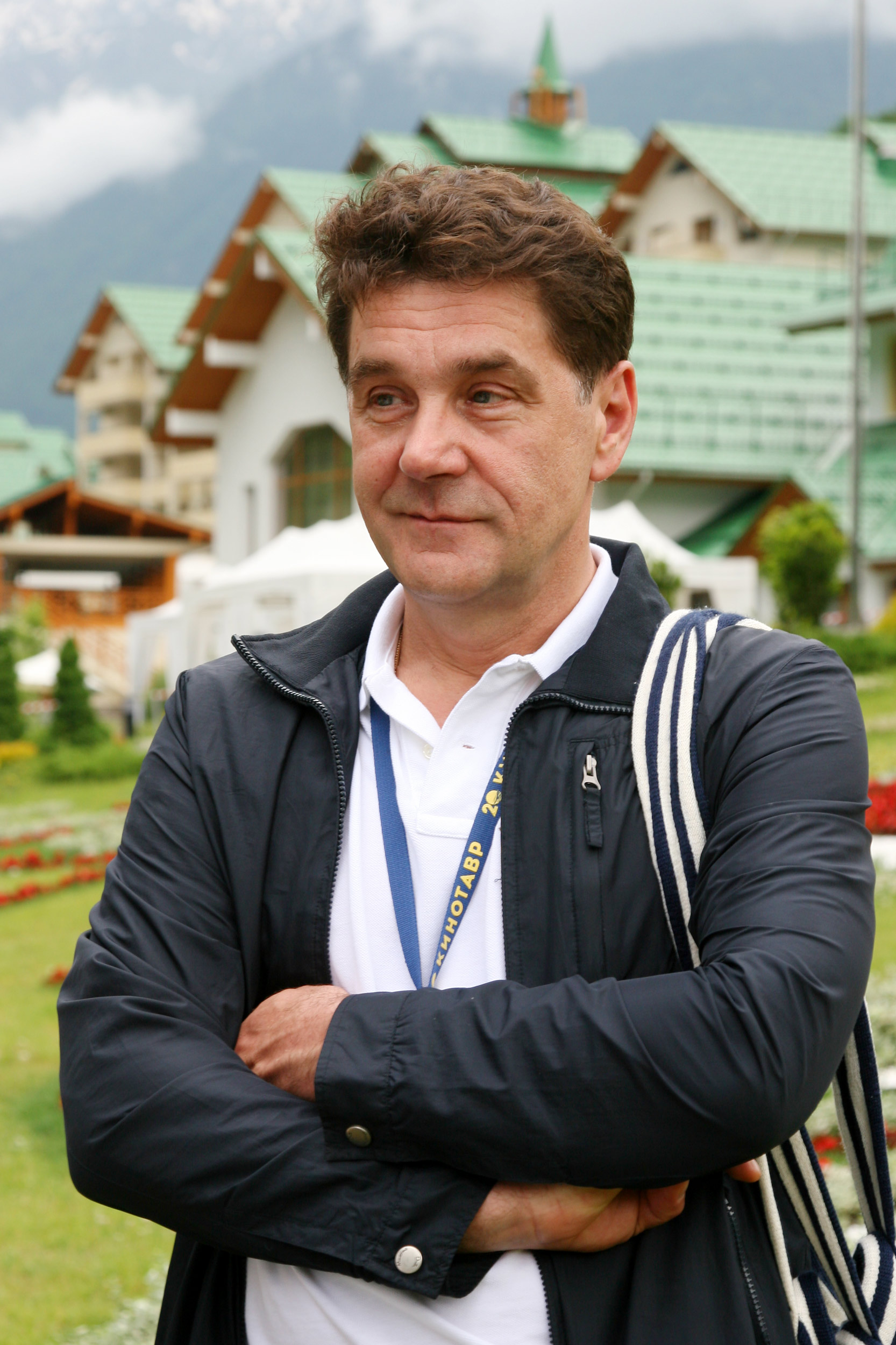
Сергій Маковецький

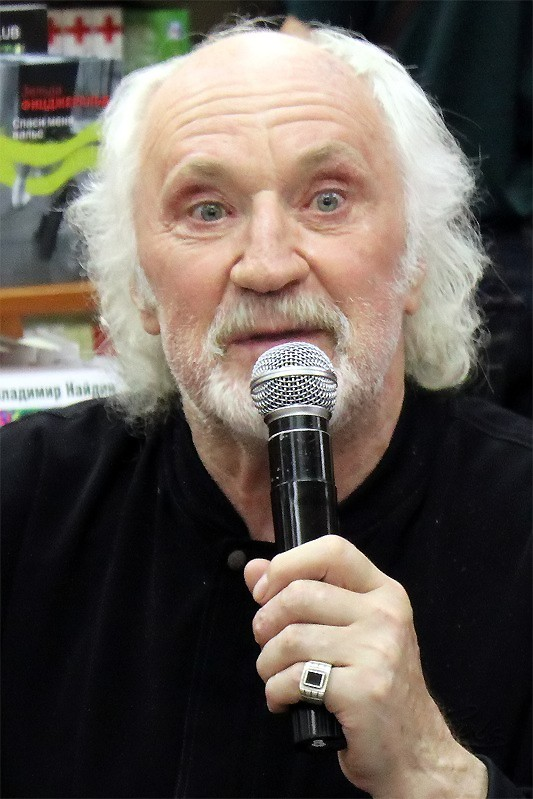
Борис Хімічев

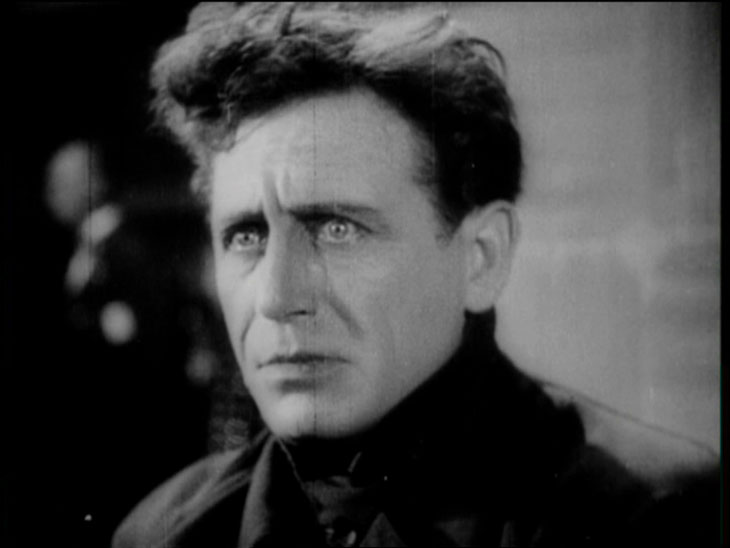
Григорій Хмара

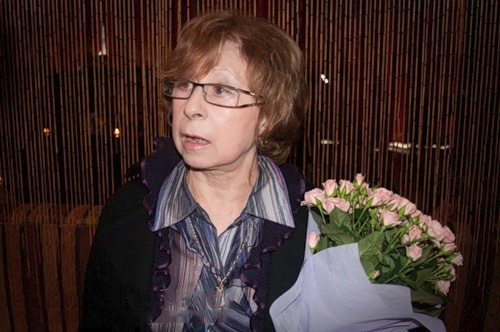
Лія Ахеджакова

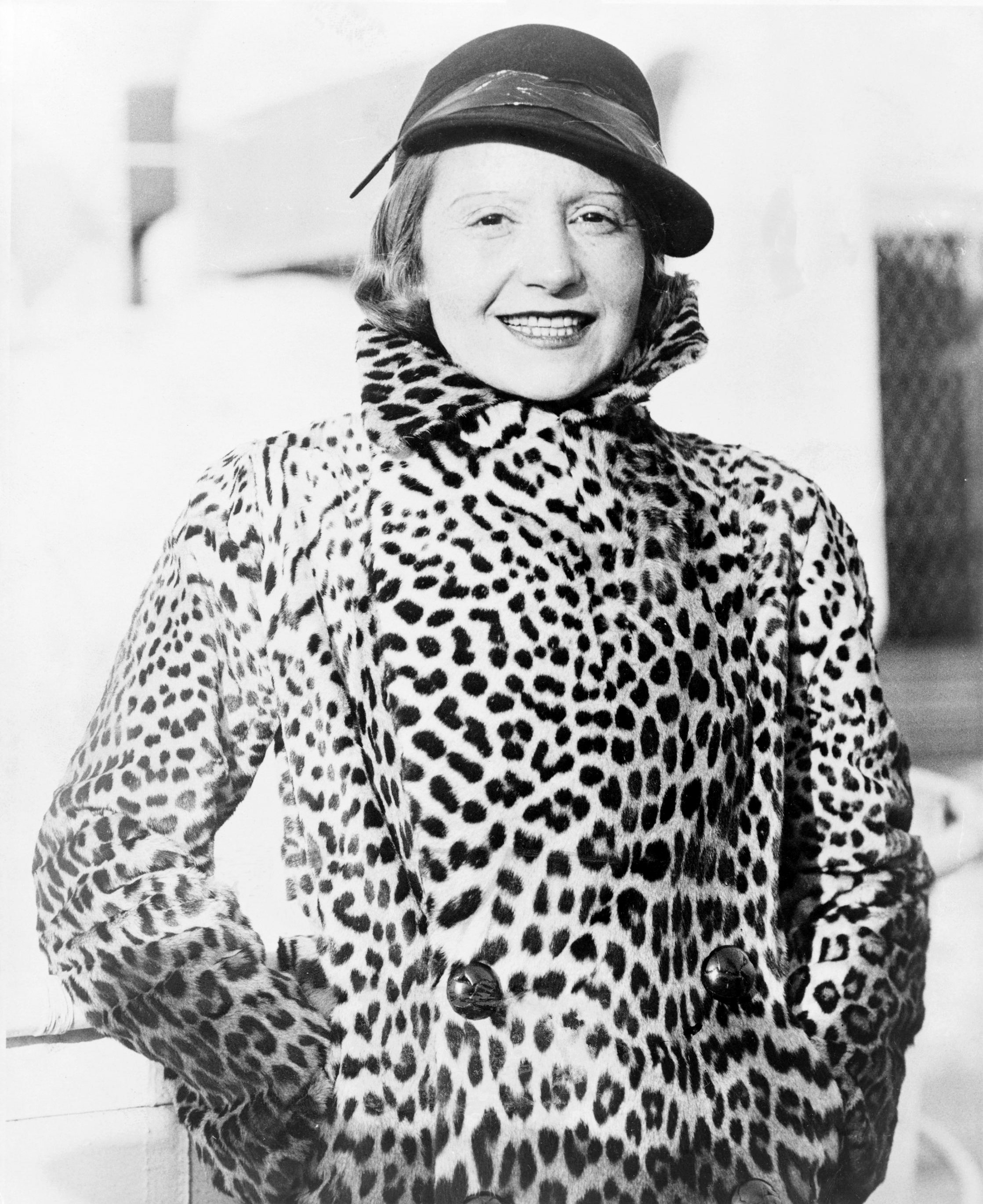
Елізабет Бергнер

Валентина Владимирова

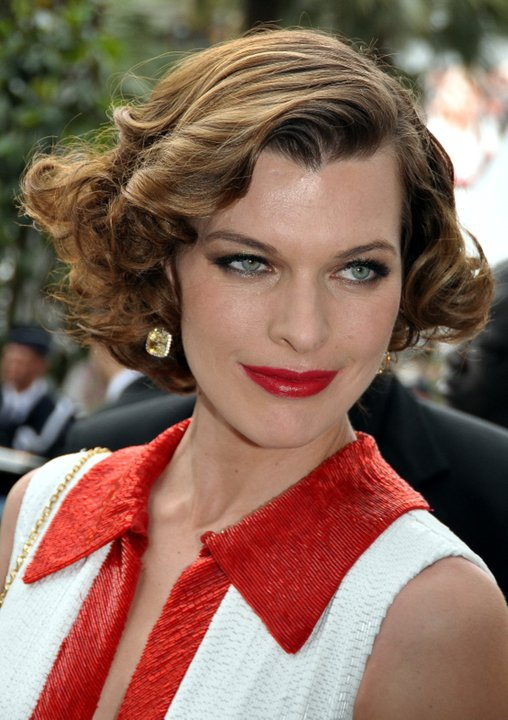
Мілла Йовович

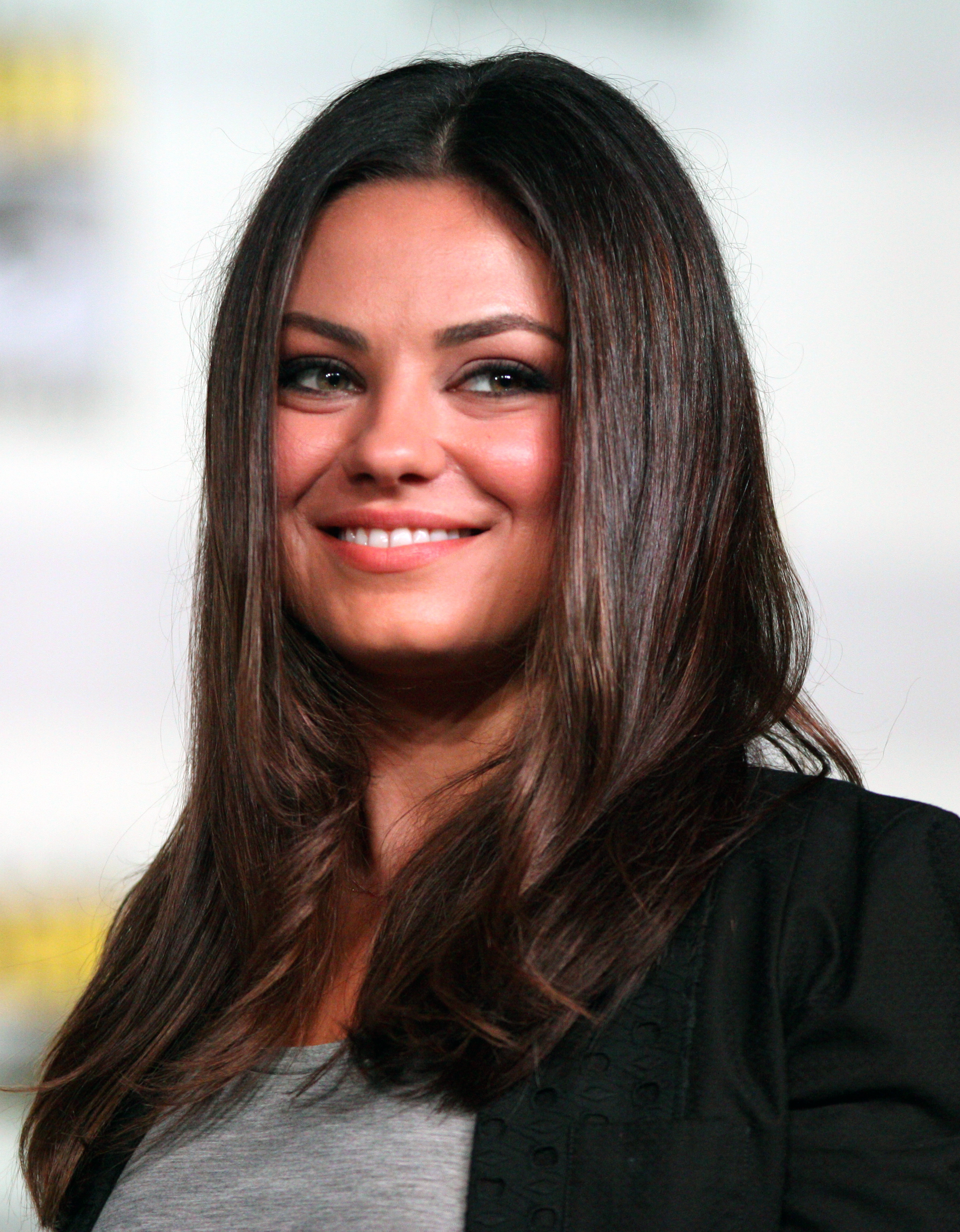
Міла Куніс

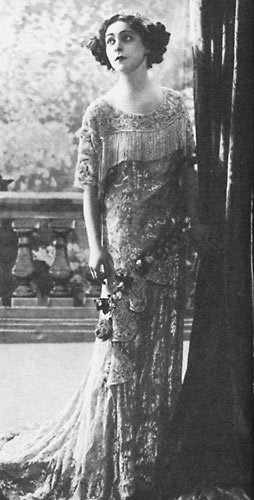
Алла Назімова

| - Андрій Абрикосов - Аркадій Арканов - Віктор Беганьський - Анатолій Білий - Леонід Броньовий - Микола Волков-молодший - Девід Вадим - Олександр Відов - Ілля Волох - Адам Ганушкевич - Енді Скот Гарріс - Збігнев Гейгер - Михайло Глузський - Віталій Гогунський - Євген Гудзь - Стівен Ґерей - Микита Джигурда - Войцех Дзедушицький - Денніс Дубовик - Даніель Емільфорк - Марк Іванір - Алекс Калюжний - Володимир Коренєв - Джуліан Кейн - Тарас Костюк - Гоша Куценко - Людвік Лавінськи - Арістарх Ліванов - Ігор Ліванов - Едуард Лінкерс - Ігор Ліфанов - Віктор Лук'яненко - Майк Мазуркі - Сергій Маковецький - Росс Мартін - Алекс Мелеш - Мар'ян Мельман - Александр Мінцер - Майкл Морріс - Родіон Нахапетов - Олександр Негреба - Андрій Носков - Ілля Носков - Джеррі Остін - Єгор Пазенко - Станіслав Пазенко - Вітольд Піркоц - Кирило Плетньов - Ярослав Поверло - Андрій Полунін - Влодзімеж Пресс - Алекс Резнік - Юрій Рутман - Річард Сандрак - Михайло Свєтін - Яків Смирнов - Тимофій Співак - Джон Стронґ - Віктор Тереля - Борис Томашевський - Ерік Тросман - Юрій Турчин - Олегар Федоро - Алекс Фельдман - Дмитро Чеповецький - Андрій Чернишов - Борис Хімічев - Григорій Хмара - Моріс Шварц - Олександр Шей - Роб Шнайдер - Олег Штефанко - Сергій Юшкевич | - Карина Андоленко - Ганна Андрусенко - Христина Анквич - Ірина Апексімова - Лія Ахеджакова - Лариса Бакурова - Ганна Бабкова - Олександр Беднарц - Елізабет Бергнер - Іві Бетюн - Наталія Блазік - Наталі Бьорн - Берта Васкес - Наталія Вдовина - Валентина Владимирова - Абелла Денджер - Ксенія Десні - Йоанна Єндрика - Яніна Елкін - Анна Есслінгер - Карен Ешлі - Камалія Захур - Вікторія Здрок - Мілла Йовович - Ірина Каптелова - Мирослава Карпович - Наталія Кованько - Алла Корот - Вікторія Кобленко - Галина Кияшко - Тетяна Кравченко - Ольга Куриленко - Міла Куніс - Єва-Женев'єва Лавлінська - Оксана Лада - Ганна Лаєвська - Елен Левон - Аліна Левшина - Рене Ловіт - Ольга Лозовська - Юліана Лопаткіна - Тетяна Лютаєва - Ольга Малюк - Джульєтта Марк'ю - Юлія Маярчук - Лілія Мей - Нонна Мордюкова - Алла Назімова - Олександра Світлична - Ірма Сент-Пол - Анна Сенюк - Кіра Солтанович - Софі Такер - Ірена Тишина - Оксана Фандера - Ольга Федорі - Кристина Фельдман - Віра Філатова - Надія Чередніченко - Юлія Чернецька - Ганна Яновська - Наталія Яровенко |

## Зарубіжні кіноактори— нащадки уродженців України

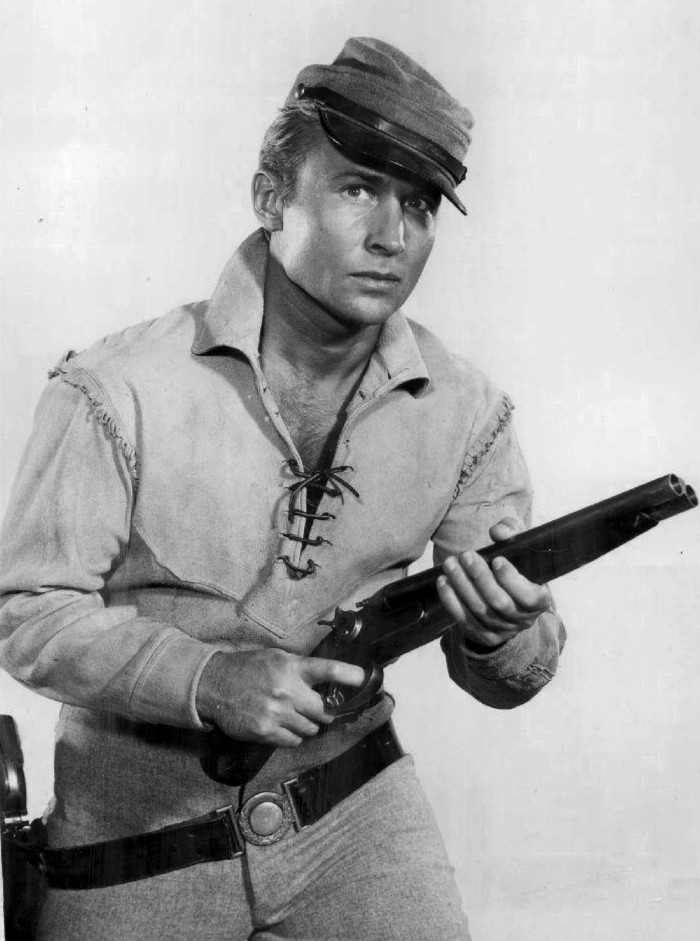
Нік Адамс

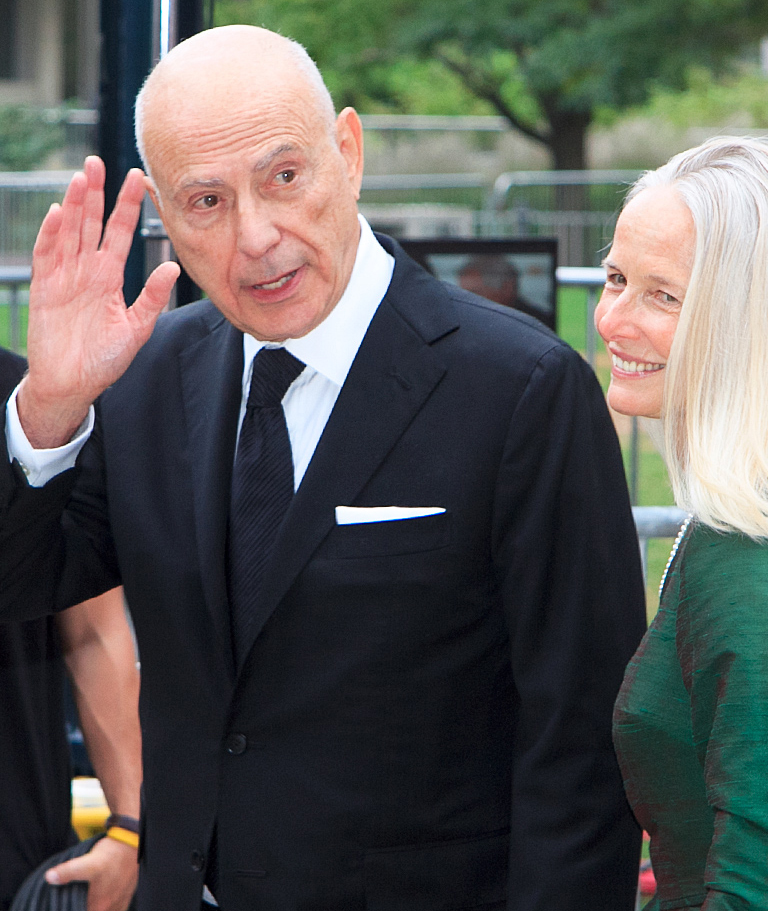
Алан Аркін

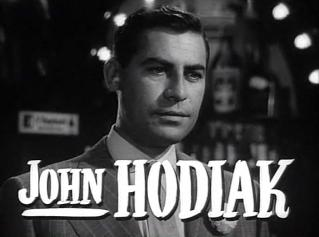
Джон Годяк

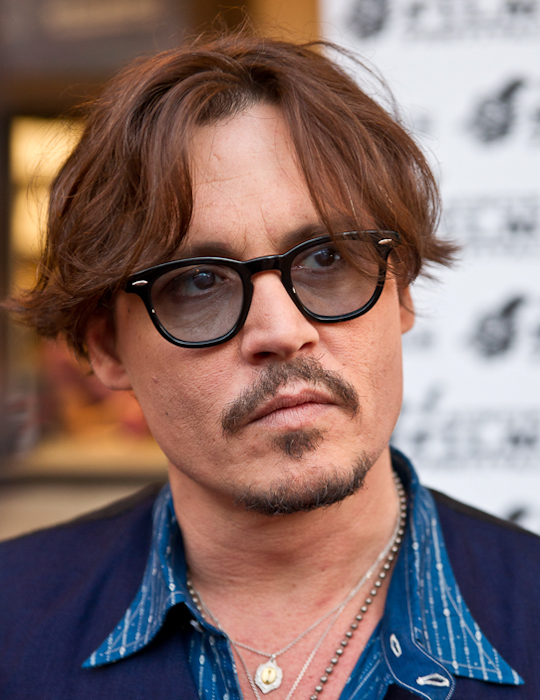
Джонні Депп

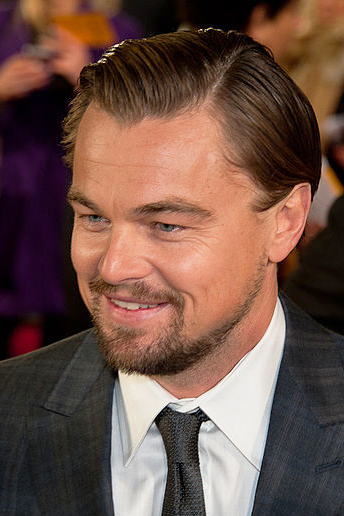
Леонардо Ді Капріо

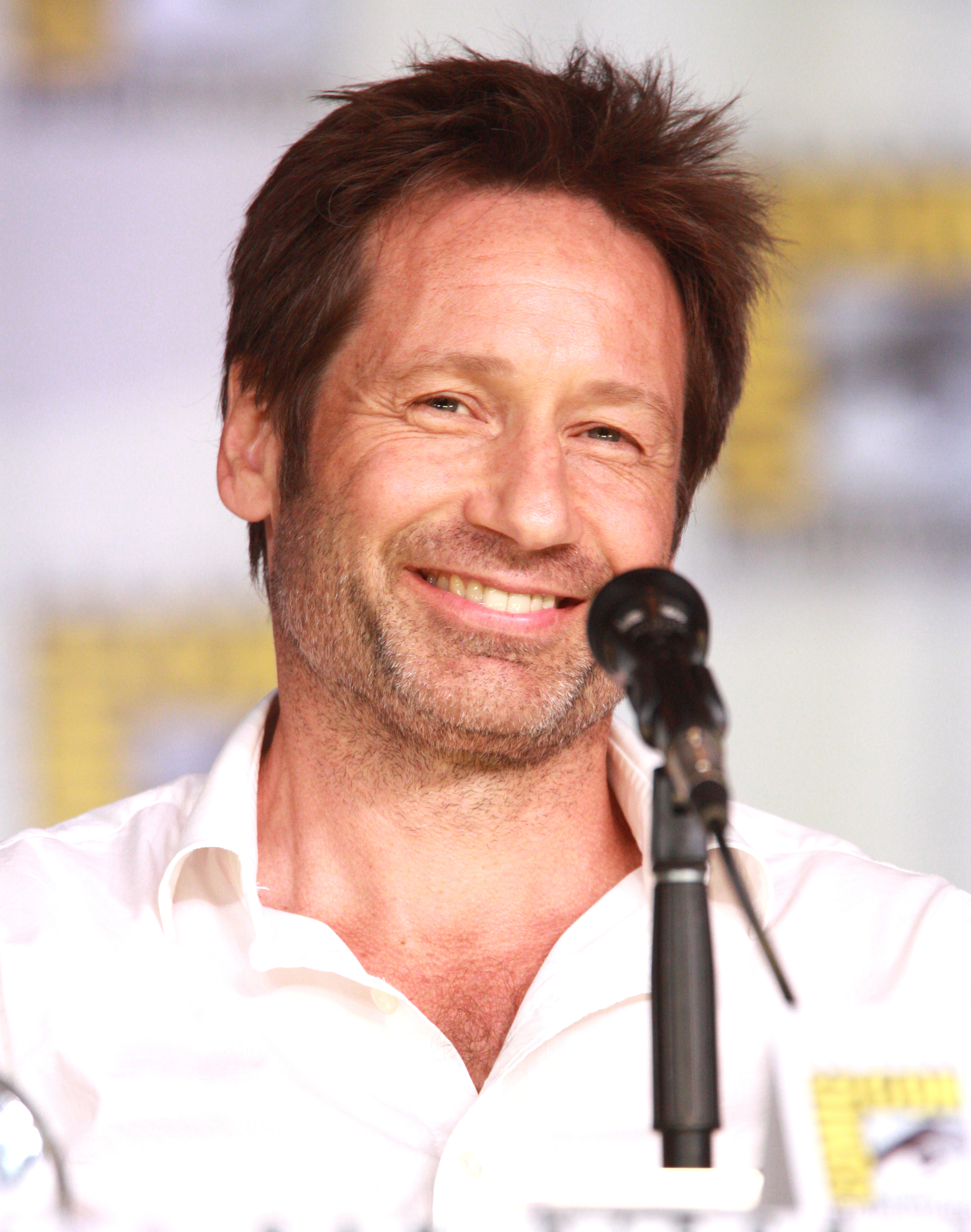
Девід Духовни

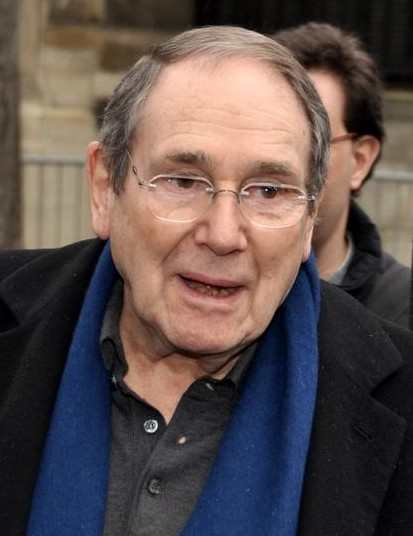
Робер Оссейн

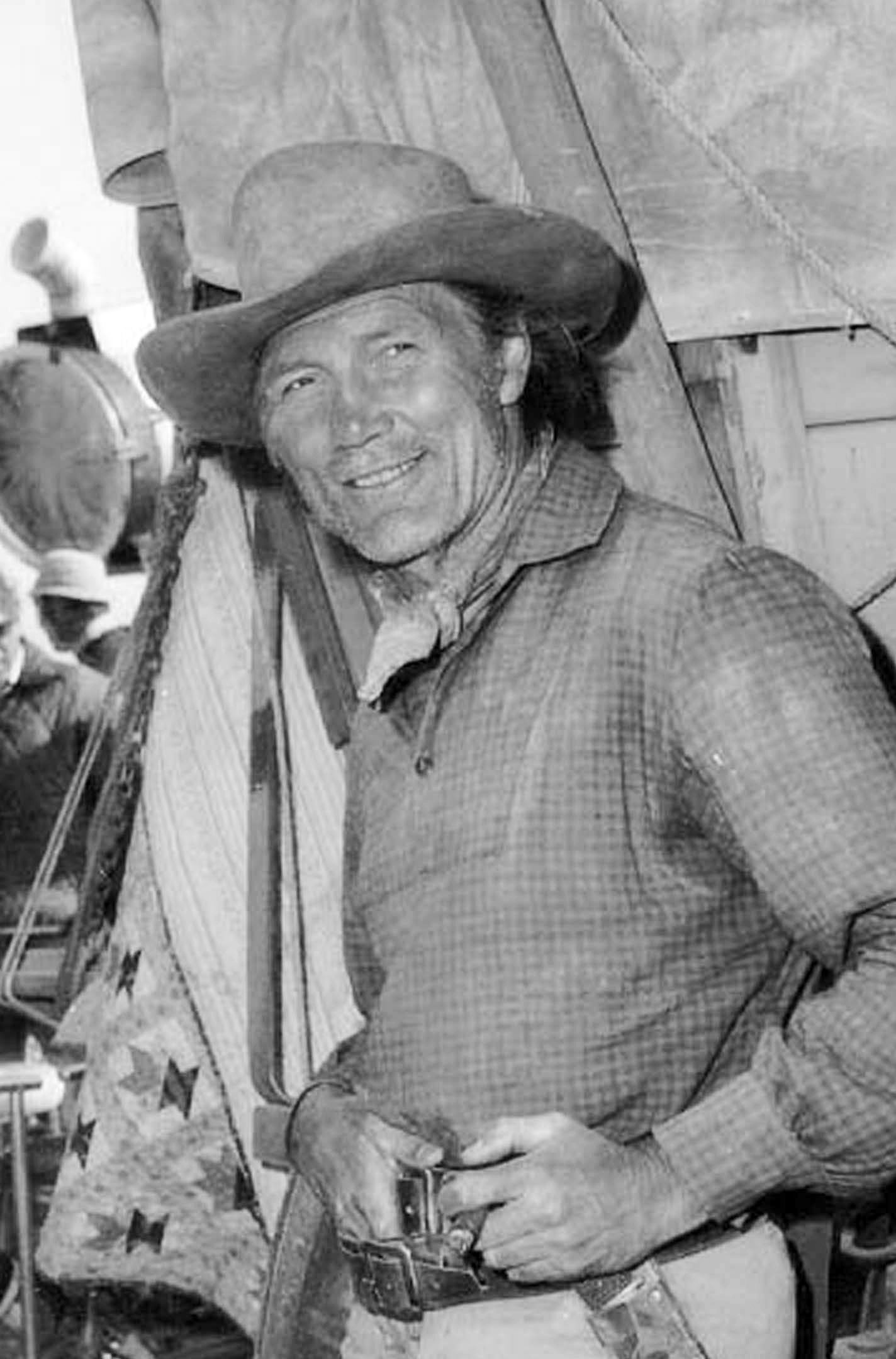
Джек Пеланс

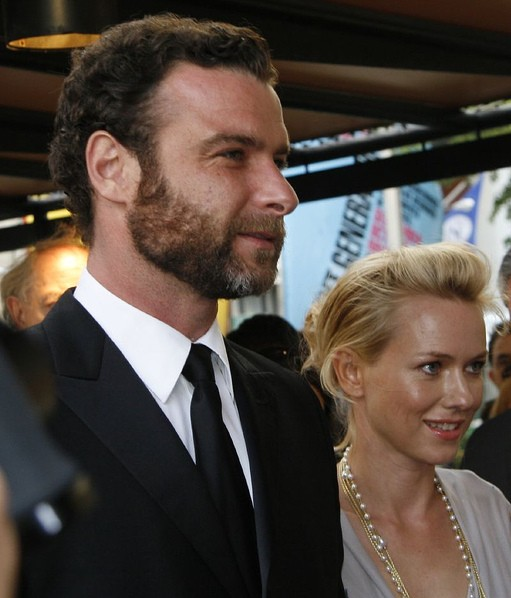
Лев Шрайбер

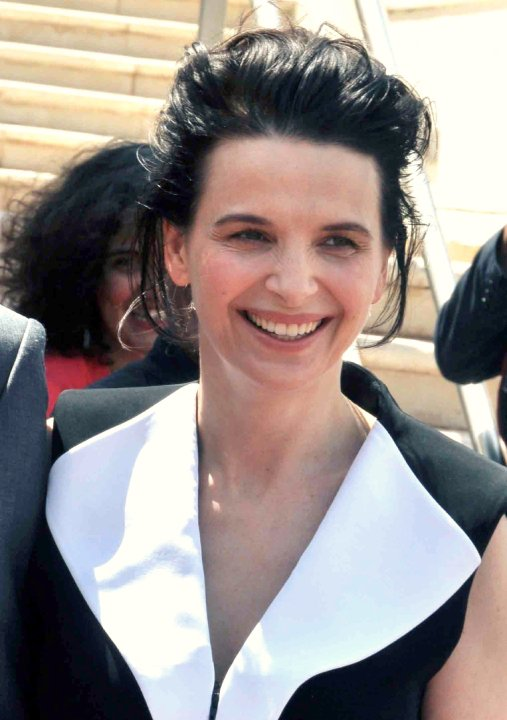
Жульєт Бінош

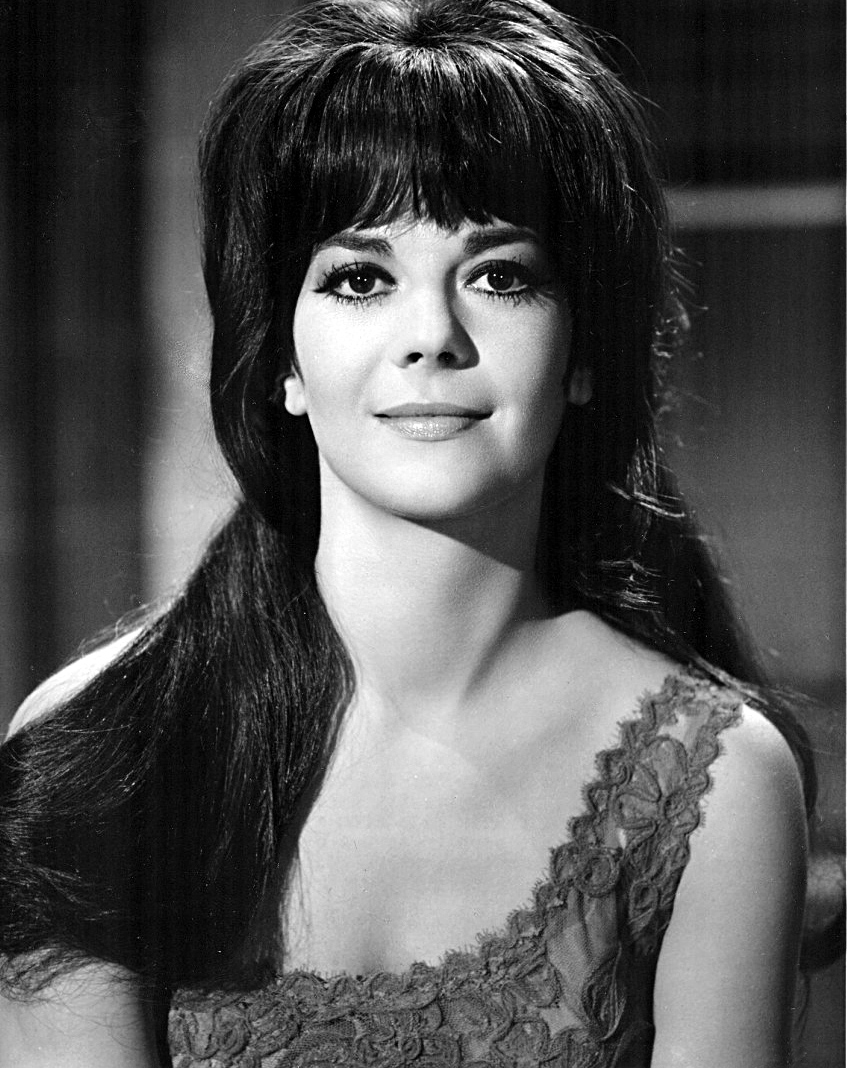
Наталі Вуд

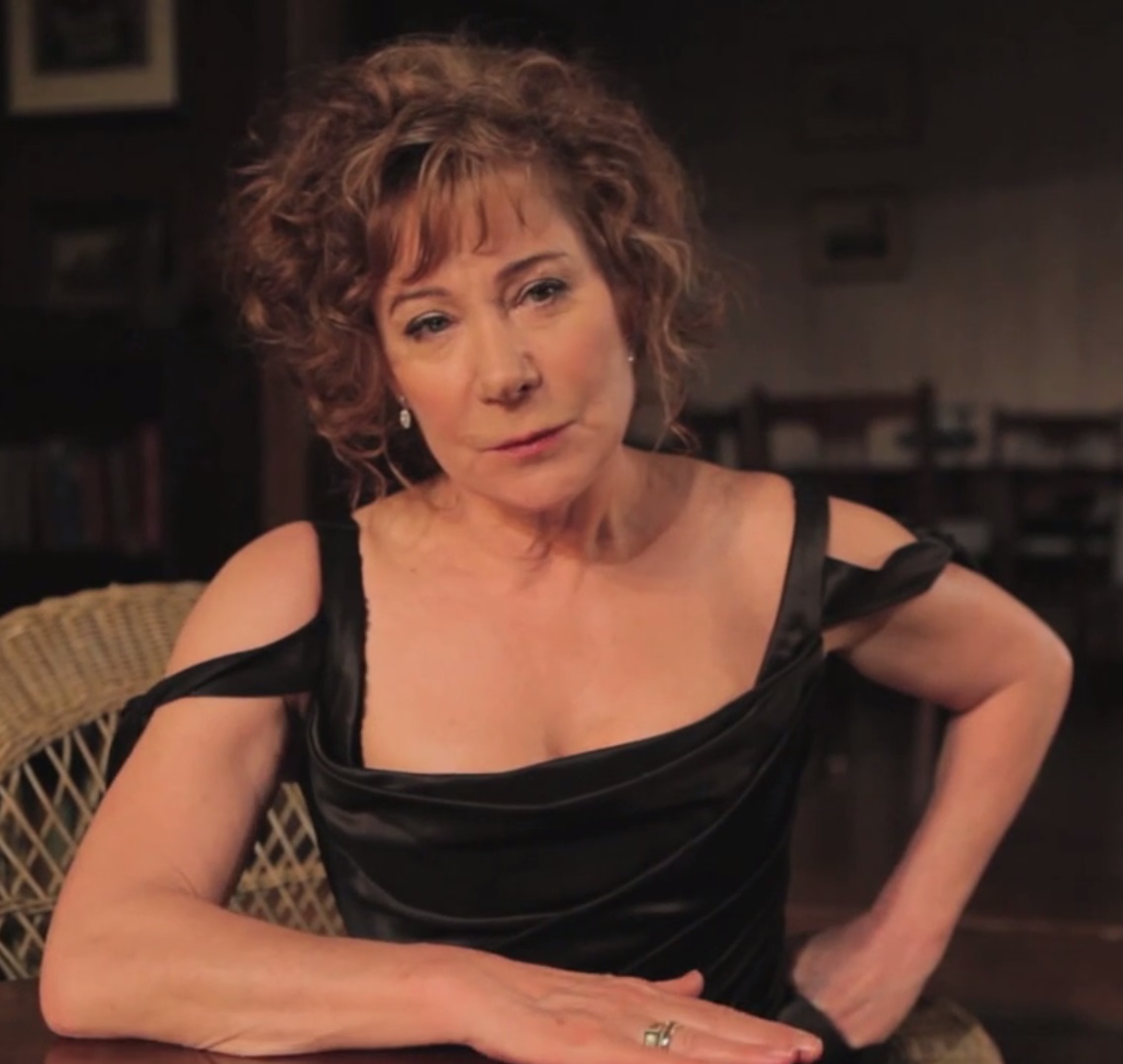
Зої Вонамейкер

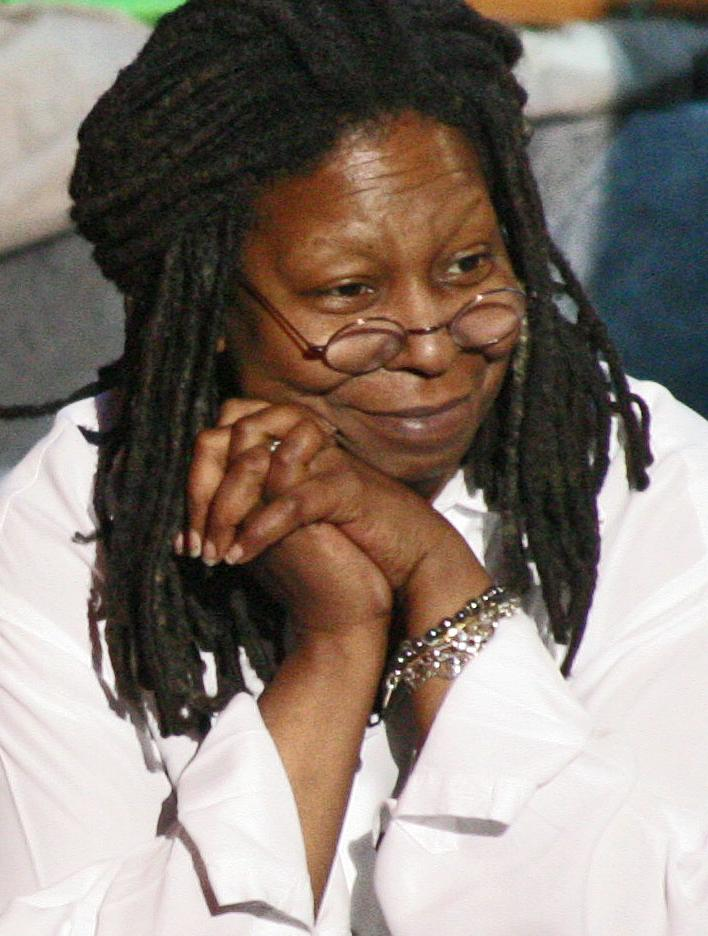
Вупі Голдберг

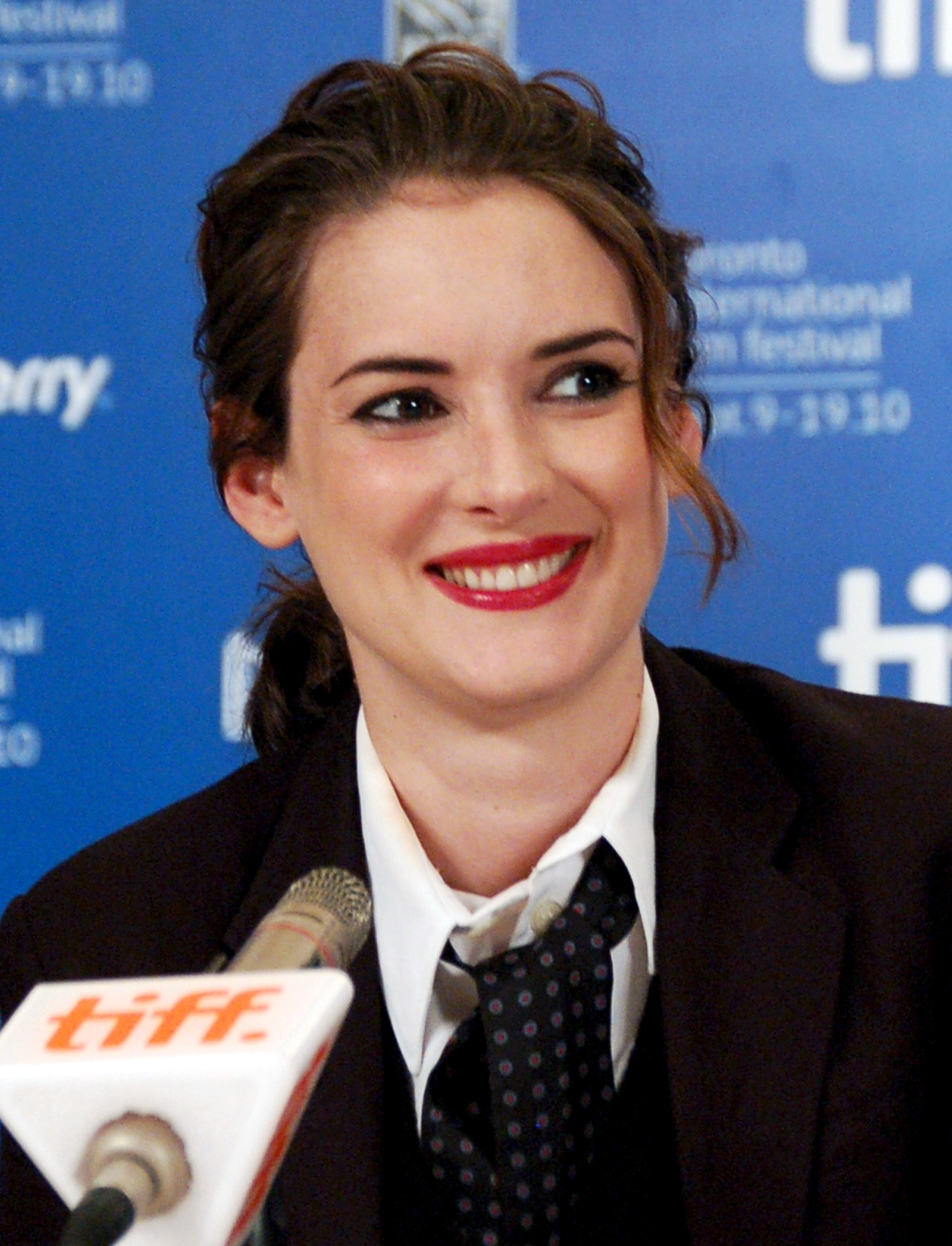
Вайнона Райдер

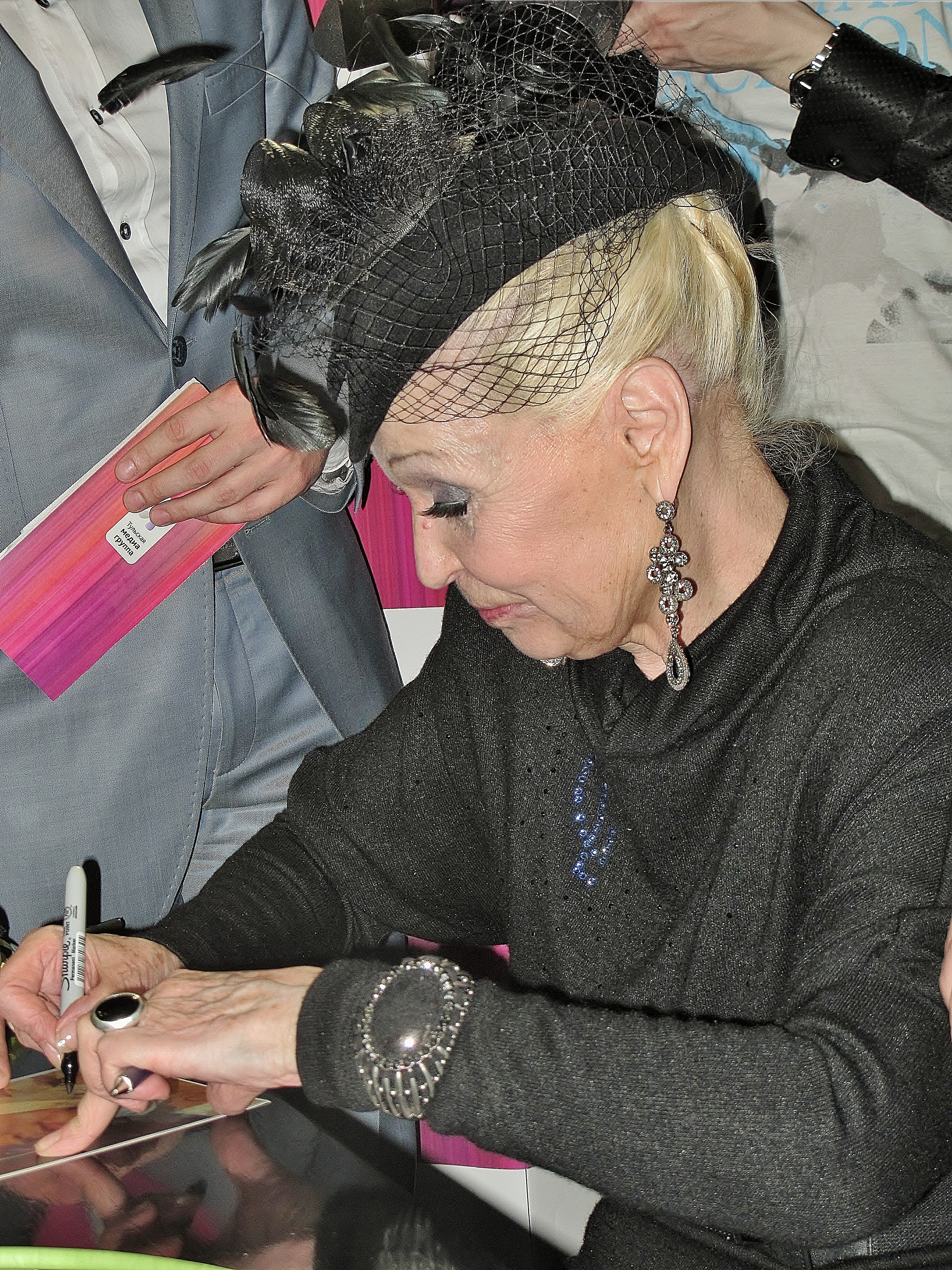
Світлана Світлична

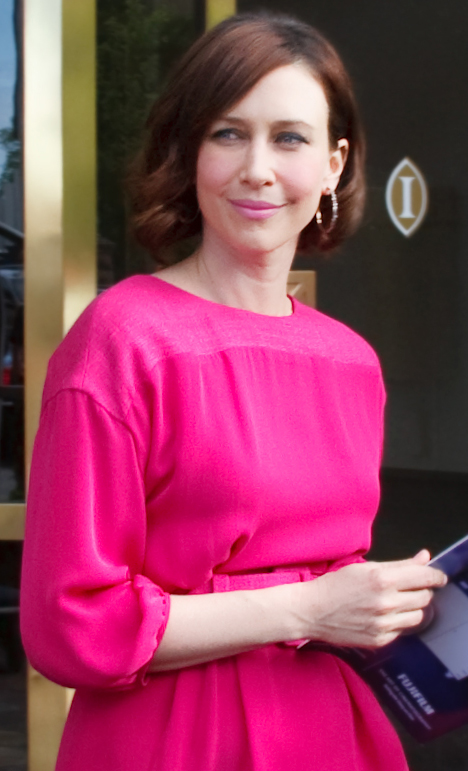
Віра Фарміґа

| - Григорій Абрикосов - Микола Адамчук - Джессі Айзенберг - Джадд Апатоу - Алан Аркін - Айк Барингольц - Пет Біллон - Федір Бондарчук - Ґреґ Брик - Емануїл Віторган - Максим Віторган - Ілля Волошин - Джон Годяк - Джефф Голдблюм - Дастін Гоффман - Антон Святослав Грін - Роман Данило - Євген Дворжецький - Павло Дерев'янко - Кьорк Даґлас - Майкл Даґлас - Джонні Депп - Джаред Джилмен - Джордж Дзундза - Леонардо Ді Капріо - Гері Доберман - Девід Духовни - Олександр Дяченко - Даніель Емільфорк - Крістос Ендрюс. - Кріс Жилка - Безіл Іванюк - Фред Іванюк - Вінсент Ірізаррі - Денні Кайє - Бенедикт Камбербетч. - Марк Канемура - Джон Кенді - Джоель Кіннемен - Нікк Клегг - Джейкоб Коган - Ленні Кравіц - Михайло Козаков - Костянтин Крюков - Кирило Куліш - Сергій Лазарєв - Ґебріел Махт - Волтер Метгау - Боріс Макгівер. - Джордж Монтгомері - Метью Монтґомері - Леонард Німой - Олександр Носик - Олександр Олешко - Робер Осейн - Джек Пеланс - Джеремі Півень - Гарольд Пінтер - Раян Поттер - Бен Розенфельд - Кайл Рябко - Фред Саваж - Ді Снайдер - Джон Спенсер - Сільвестр Сталонне - Адам Смолюк - Джон Стюарт - Олег Табаков - Стівен Тайлер - Джефрі Тембор - Роман Ткачук - Нейт Торренс - Алекс Требек - Ден Фаттерман - Олександр Філіппенко - Максим Чмерковський - Метью Чухрай - Девід Швіммер - Тайлер Шо - Лев Шрайбер - Лі Штрасберг | - Діанна Агрон - Голлі Кейт Айзенберг - Розанна Барр - Авалон Баррі - Еліана Бецерра - Бетані Бенц - Маїм Білік - Жульєт Бінош - Сельма Блер - Дебора Блох - Наталія Бондарчук - Олена Бондарчук - Дебора Блох - Наташа Грегсон Вагнер - Анастасія Вертинська - Кетрін Винник - Сем Вонамейкер - Зої Вонамейкер - Лана Вуд - Наталі Вуд - Джесіка Гайнс - Челсі Гендлер - Люба Гой - Вупі Голдберг - Мілен Демонжо - Тамара Десні - Ксенія Десні - Еріка Еленяк - Джастін Єзарік - Олеся Железняк - Ерін Карплюк - Гелена Бонем Картер - Еліша Катберт - Зорянна Кіт - Дженніфер Коннеллі - Тетяна Конюхова - Зої Кравіц - Наталі Крілл - Анжеліка Ксивікіс - Джульєт Ландау - Лариса Лоре - Трейсі Лордс - Джейсі Лоув - Борис Макгівер - Тетяна Маслані - Кетлін Мастендріа - Алекс Менесес - Світлана Назаренко - Кейтлін Нейкон - Джоанна Носучинськи - Лариса Олійник - Брі Олсон - Кім Остренко - Любов Поліщук - Вайнона Райдер - Мелісса Ройч - Руденко Любов Миколаївна - Світлана Світлична - Голстон Сейдж - Анна Семенович - Джил Сент-Джон - Ліонелла Скирда - Лізабет Скотт - Саша Слоун - Люсія Струс - Лариса Удовиченко - Лів Тайлер - Тася Телес - Віра Фарміґа - Таїсса Фарміґа - Стефанія Фернандес - Селесте Фіанна - Жанна Фріске - Сера Хей - Джил Хенессі - Жаклін Хенессі - Альма Ходоровська - Александра Чандо - Ніколь Шерзінгер - Еллі Шиді - Даніка Ярош |

## Зарубіжні кіноактори, що померли в Україні
| - Андрій Краско |

## Зарубіжні кіноактори, що знімалися в Україні

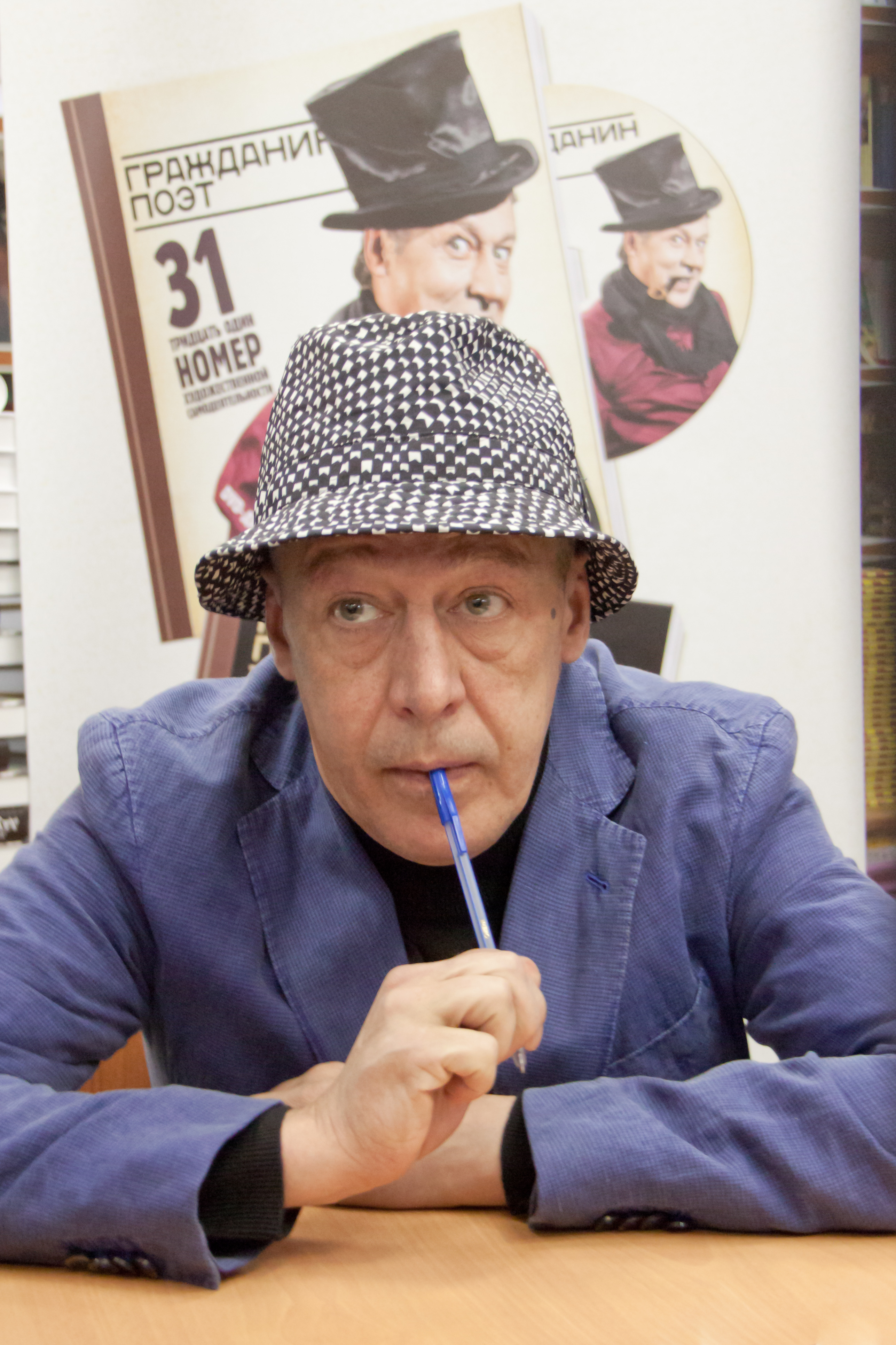
Михайло Єфремов

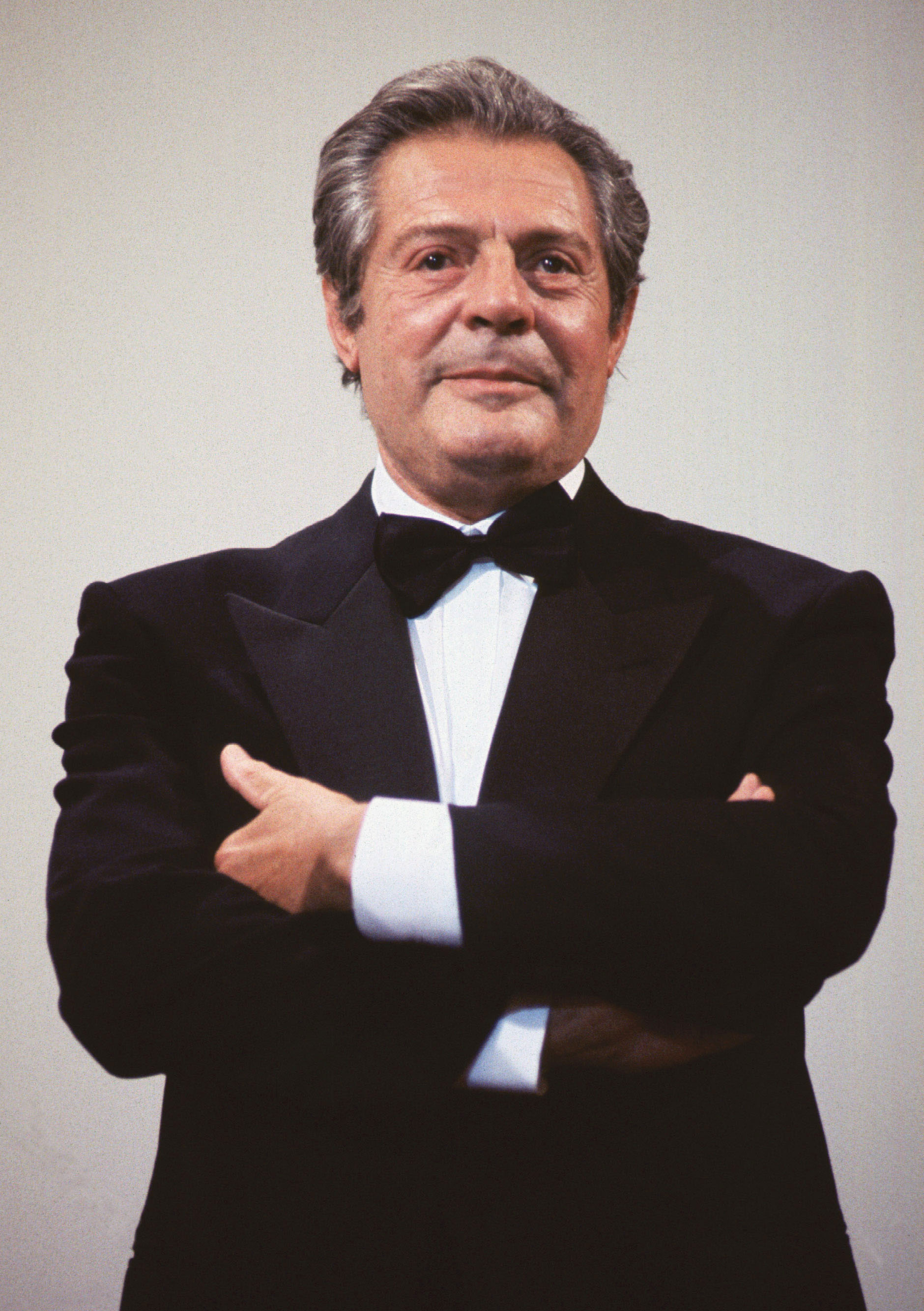
Марчелло Мастроянні

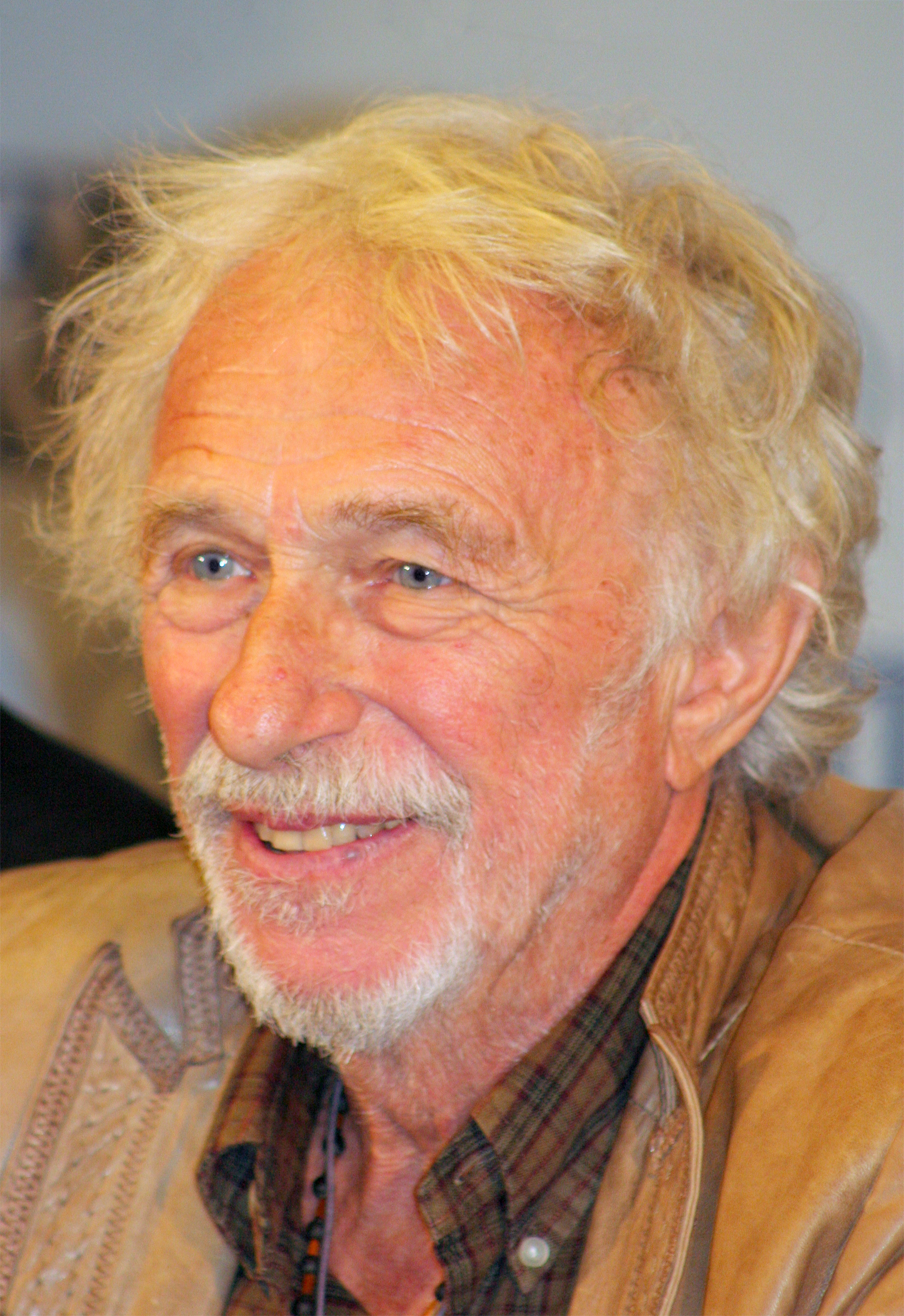
П'єр Рішар

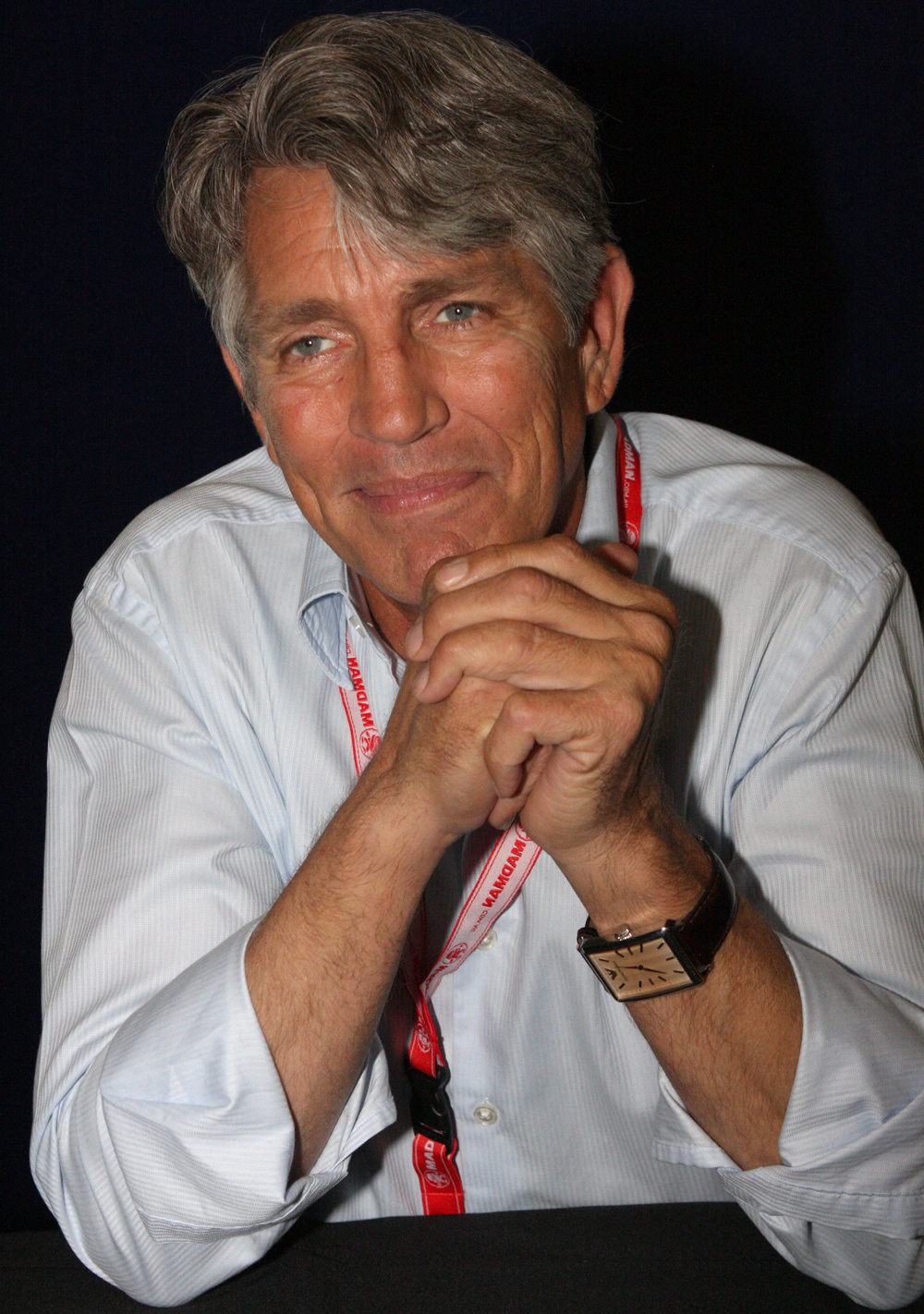
Ерік Робертс

Олексій Смирнов

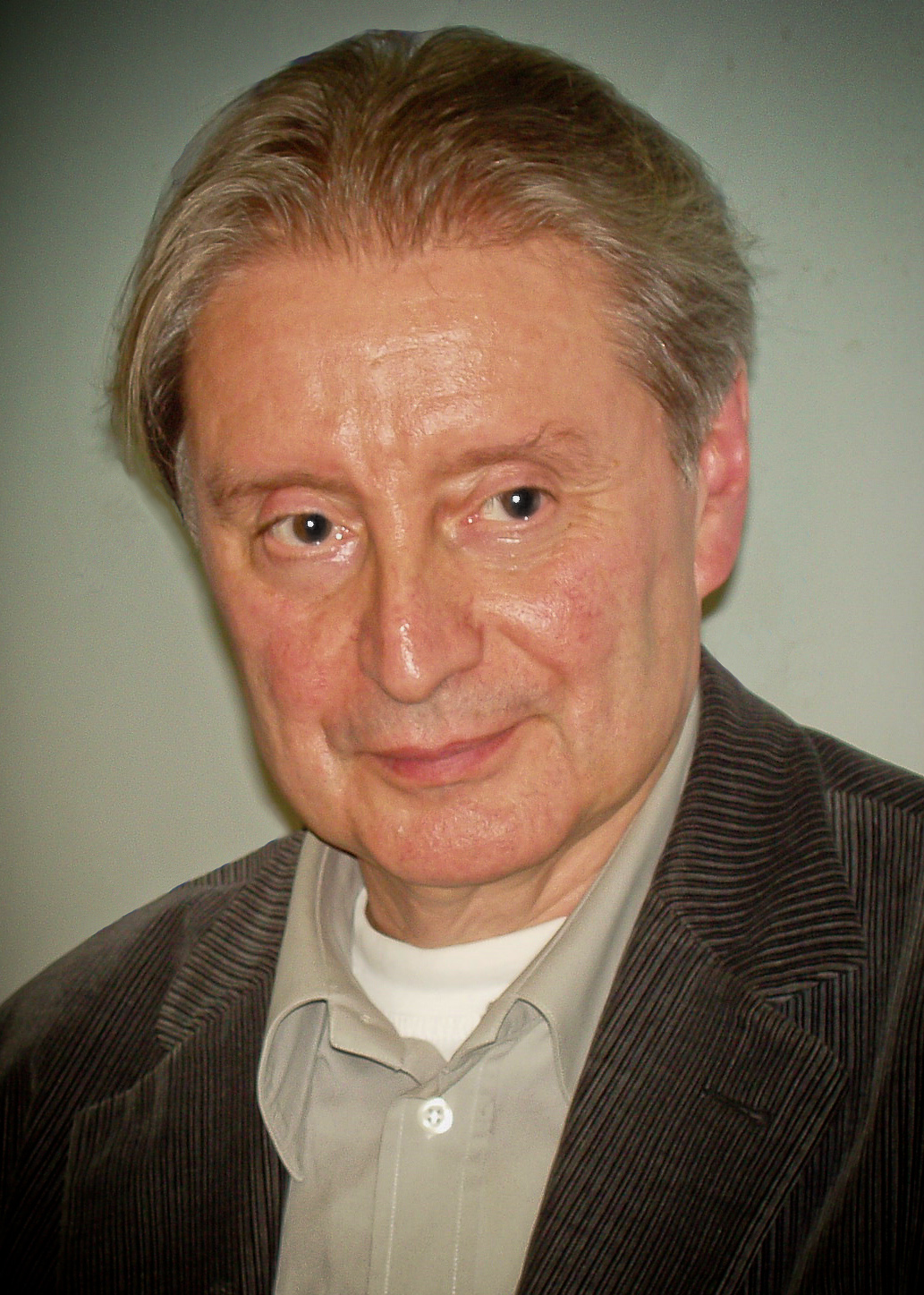
Веніамін Сміхов

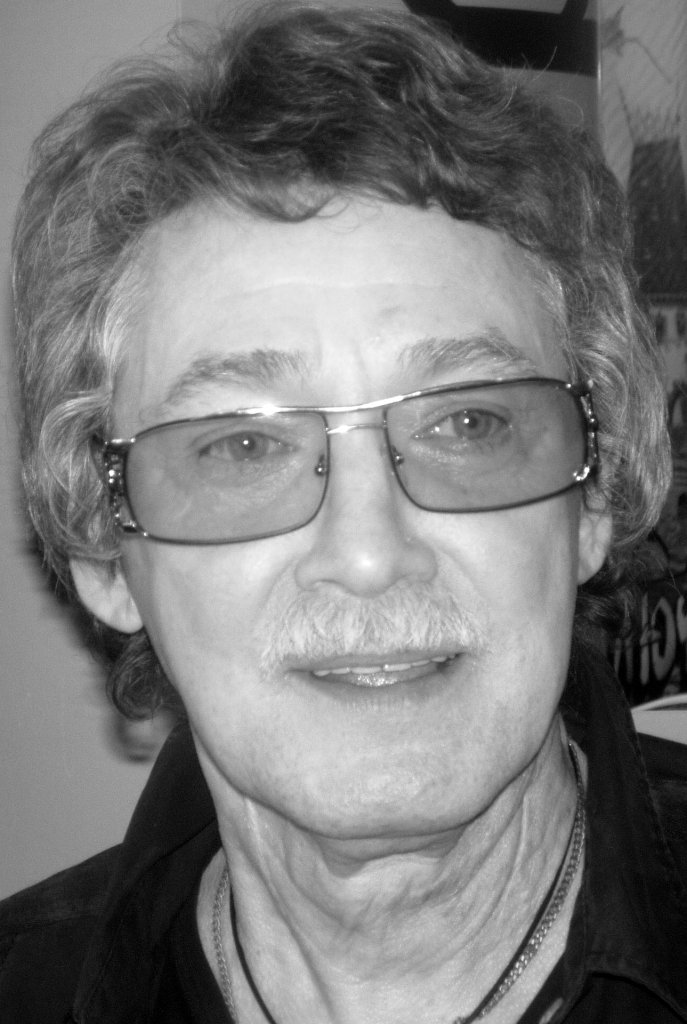
Ігор Старигін

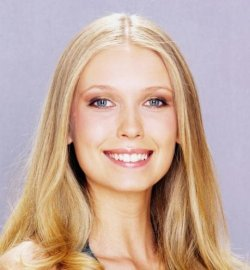
Магдалена Гурська

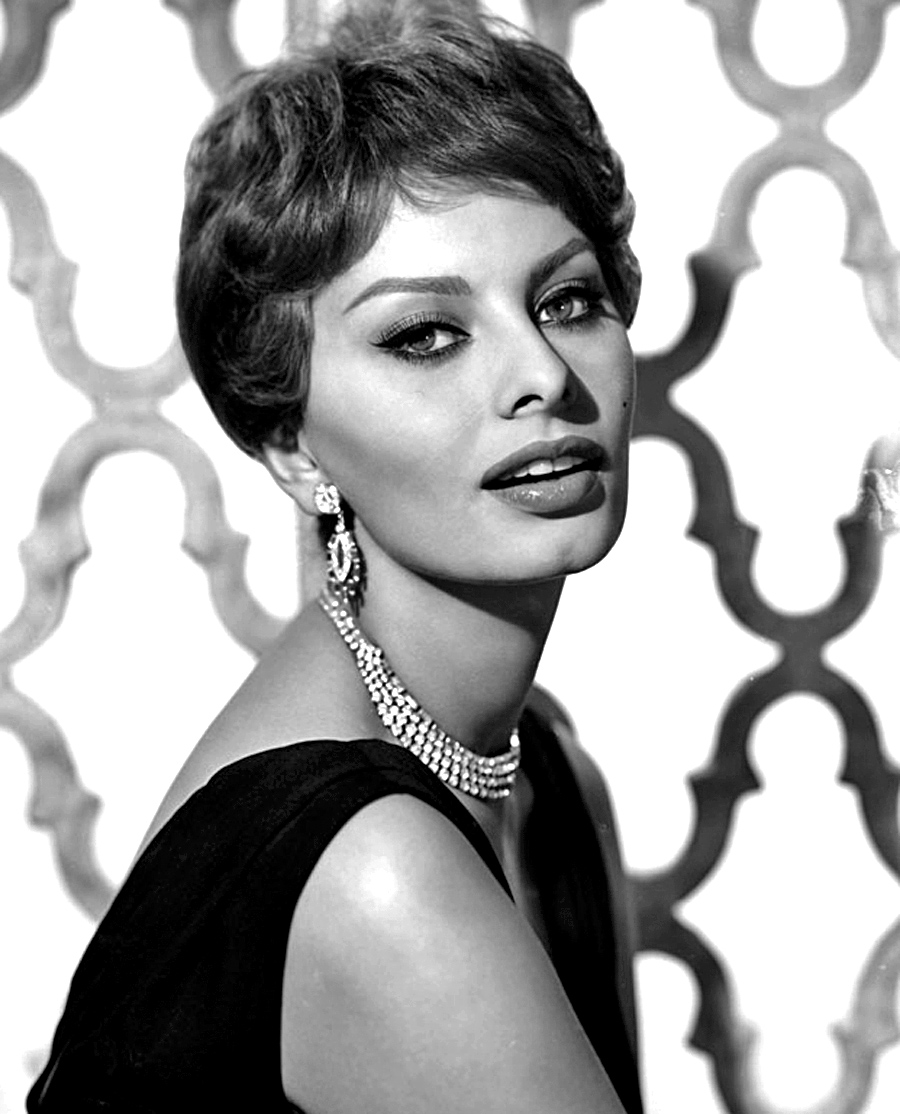
Софі Лорен

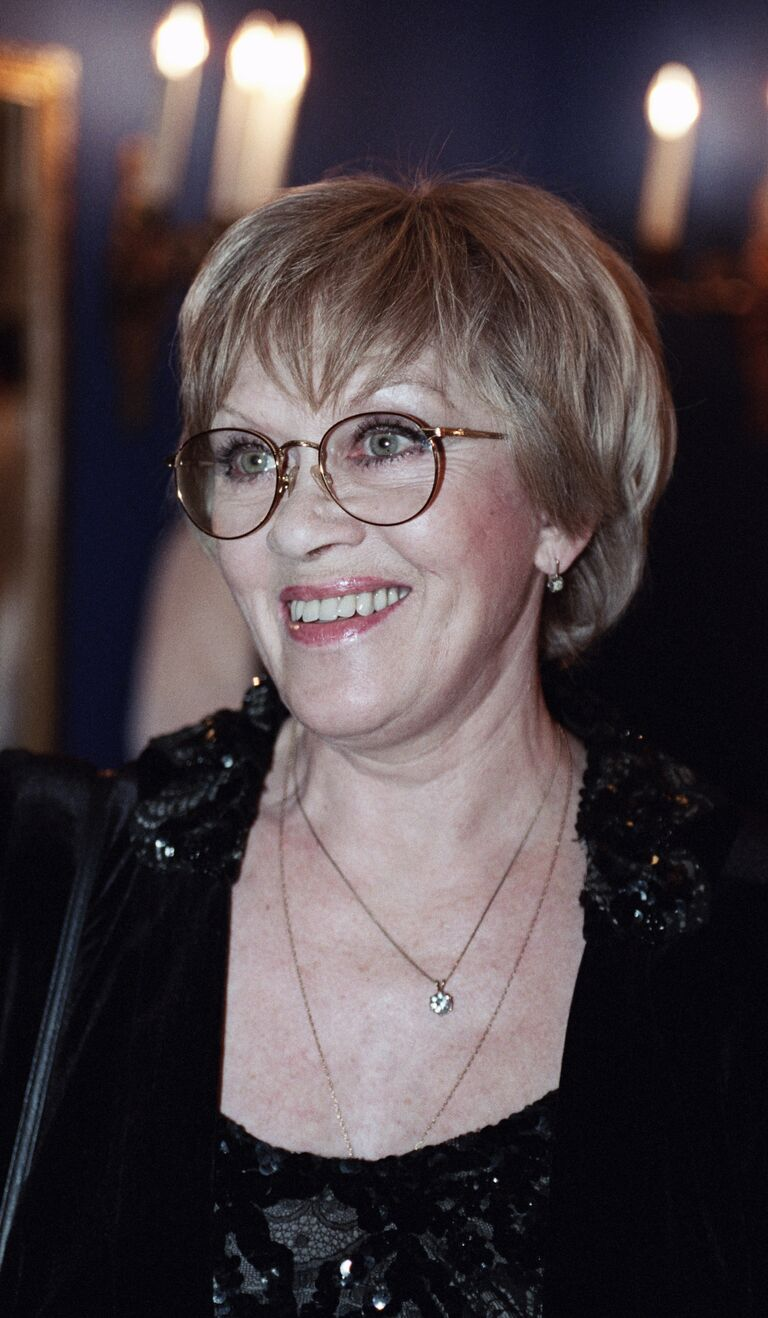
Аліса Фрейндліх

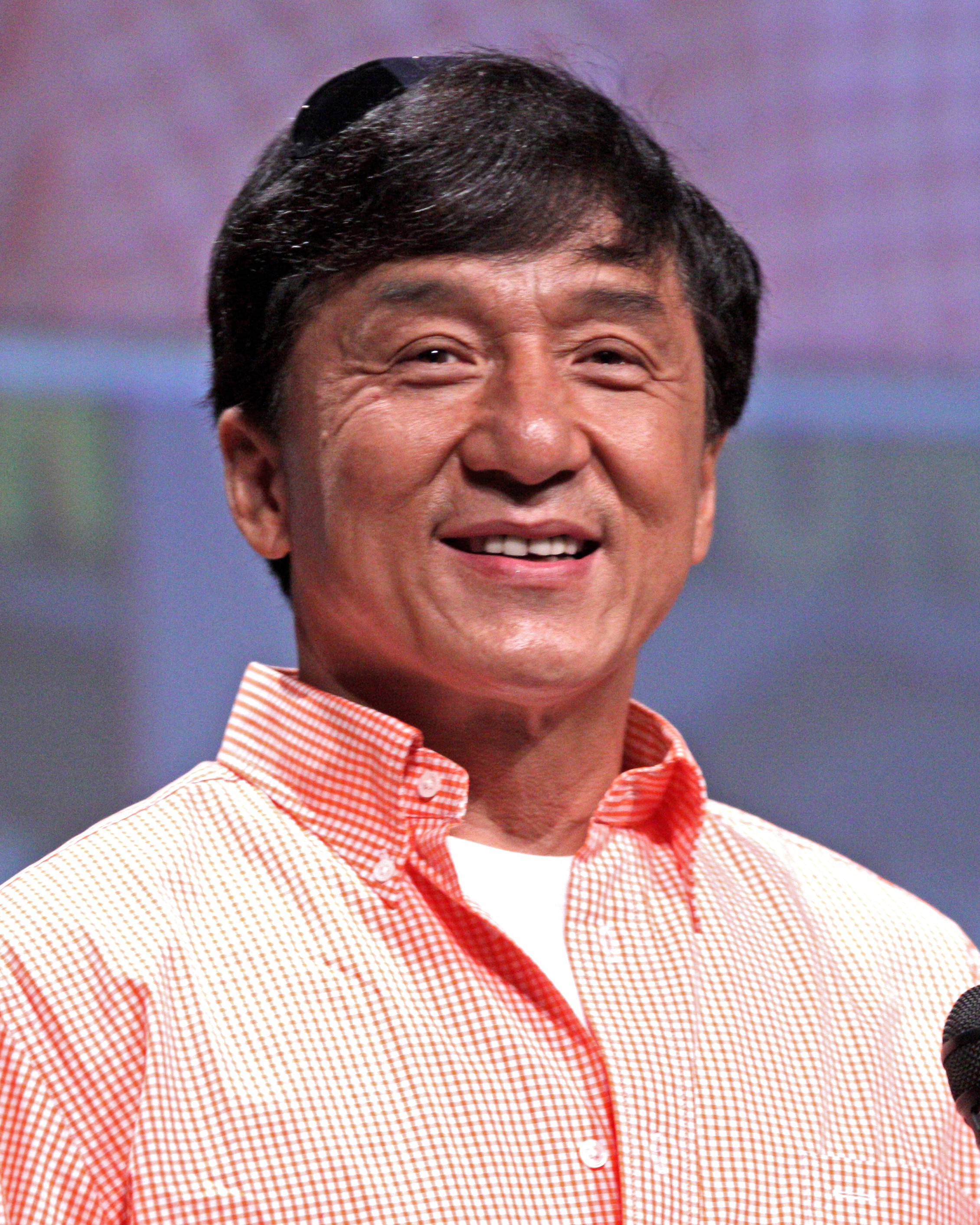
Джекі Чан

| - Даулет Абдігапаров - Віктор Авілов - Тенґіз Арчвадзе - Спартак Багашвілі - Володимир Балон - Юрій Бєлов - Володимир Білокуров - Сергій Блинников - Данило Бєлих - Анатолій Васильєв - Емануїл Віторган - Михайло Боярський - Жан-Клод Ван Дамм - Юрій Демич - Кирило Дицевич - Ремо Джироне - Микола Добринін - Федір Добронравов - Михайло Дорожкін - Поппі Дрейтон - Елісон Дуді - Лев Дуров - Леонід Єнгібаров - Михайло Єфремов - Євген Жариков - Олексій Жарков - Михайло Жигалов - Борис Клюєв - Олексій Кожевников - Михайло Кокшенов - Афанасій Кочетков - Олексій Кузнєцов - Олександр Лимарєв - Арніс Ліцитіс - Джермано Лонго - Роккі Маєрс - Алекс Макніколл - Альгімантас Масюліс - Марчелло Мастроянні - Валерій Ніколаєв - Єржан Нуримбет - Аян Отепберген - Роберт Патрік - Ігор Петренко - Ігор Письменний - Яцек Понедзялек - Олександр Пороховщиков - П'єр Рішар - Ерік Робертс - Ігор Скляр - Ігор Скрипко - Веніамін Сміхов - Валентин Смирнитський - Олексій Смирнов - Ігор Старигін - Володимир Стєклов - Микола Тимофеєев - Олівер Тревена - Олександр Трофімов - Олександр Феклістов - Томмі Фленаган - Генадій Фролов - Семен Фурман - Дмитро Харатьян - Денис Харитонов - Борис Хмельницький - Цегмід Церенболд - Гунарс Цилінскіс - Юрій Цурило - Джекі Чан - Володимир Честноков - Геннадій Юхтін - Сергій Яковлев - Вано Янтбелідзе | - Ірина Алферова - Вія Артмане - Людмила Артем'єва - Альона Бабенко - Барбара Брильська - Ірина Губанова - Магдалена Гурська - Анна Карена - Раїса Куркіна - Софі Лорен - Анастасія Меськова - Дарія Повереннова - Тетяна Пельтцер - Ольга Погодіна - Надія Рум'янцева - Людмила Савельєва - Анна Самохіна - Валентина Тализіна - Маргарита Терехова - Лідія Федосєєва-Шукшина - Аліса Фрейндліх - Олена Циплакова - Альона Яковлєва - Олександра Яковлева |